# 大津市
大津市（おおつし）は、滋賀県の南西端に位置する市。滋賀県の県庁所在地で中核市に指定されている。

## 概要

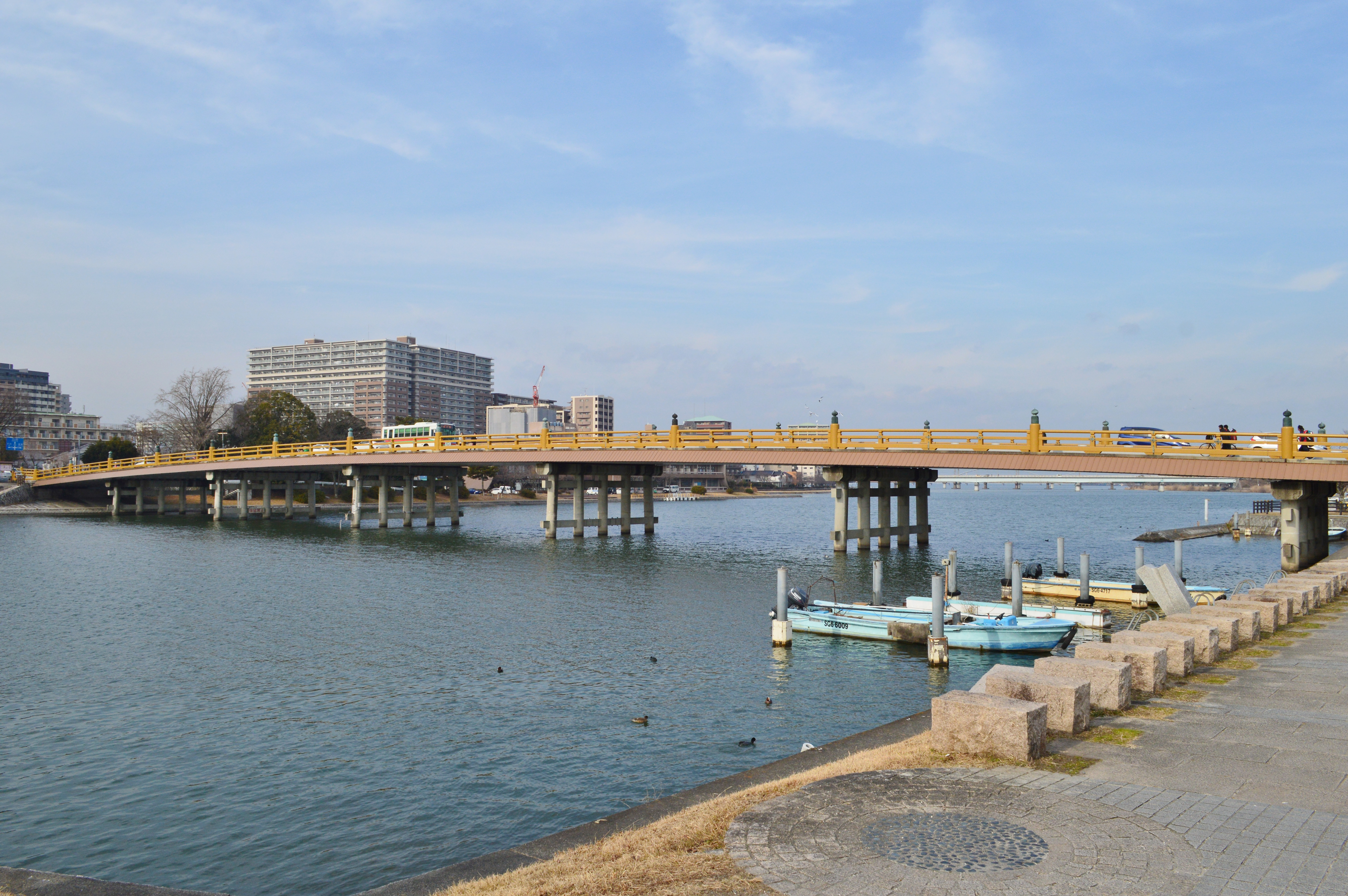
日本三名橋の一つ瀬田の唐橋。諺「急がば回れ」の発祥として知られる。

天智天皇が近江大津宮に遷都して以来、1350年以上の歴史を有する古都である。戦時中の被災や自然災害が少なかったことにより、世界文化遺産の延暦寺、園城寺（三井寺）、日吉大社、石山寺などの古社寺をはじめ、多くの文化財や史跡、名勝が現存する。市町村単位での国指定文化財保有件数は、京都市、奈良市に次いで、全国で3番目に多い。県下随一の規模と歴史を有し、第1回地域ブランドに認定されたおごと温泉や、日本三名橋の一つ瀬田の唐橋、かるたの聖地として知られる近江神宮、松尾芭蕉の墓がある義仲寺、明智光秀一族の墓（西教寺）、都市近郊型高原リゾートびわ湖バレイも所在する。また、夏はウォータースポーツやトレッキング、冬はスキーなどのアウトドアが盛んである。

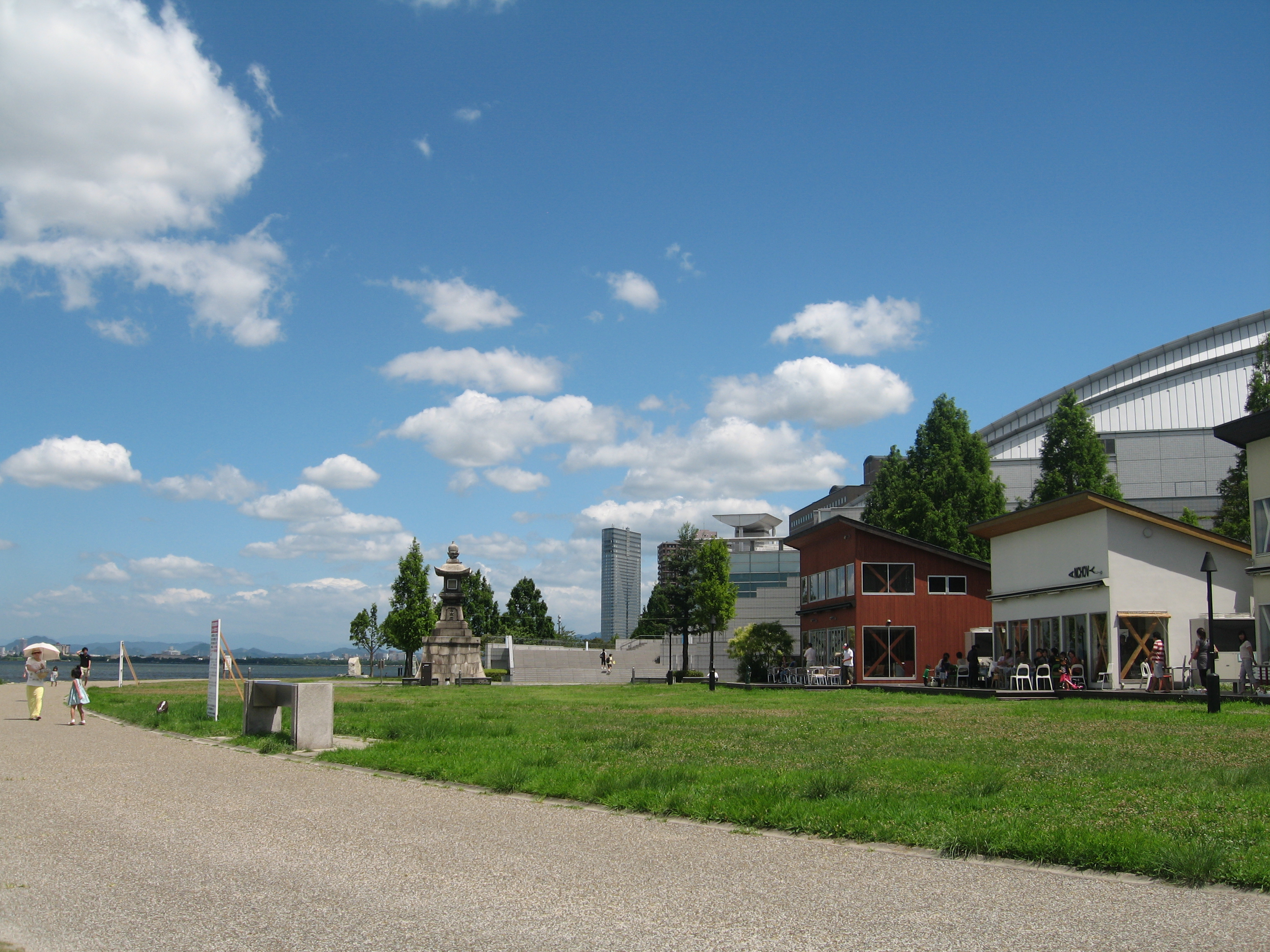
大津湖岸なぎさ公園の周辺にはカフェレストラン・オペラハウス・リゾートホテルが建ち並び、地元市民や観光客の憩いの場となっている。

古くから多くの和歌や俳句に詠まれたり、近江八景に描かれるなど、風光明媚な地としても世に知られる。特に湖畔エリアは、比叡山と琵琶湖に囲まれて自然と都市が融合した景観であり、文化施設が整備された大津湖岸なぎさ公園が、都市景観100選および関西自然に親しむ風景100選に選ばれている。また、ラ・フォル・ジュルネ創始者のルネ・マルタンは、「水辺の風景としてウィーンやプラハに共通する美しさがある」と語った。

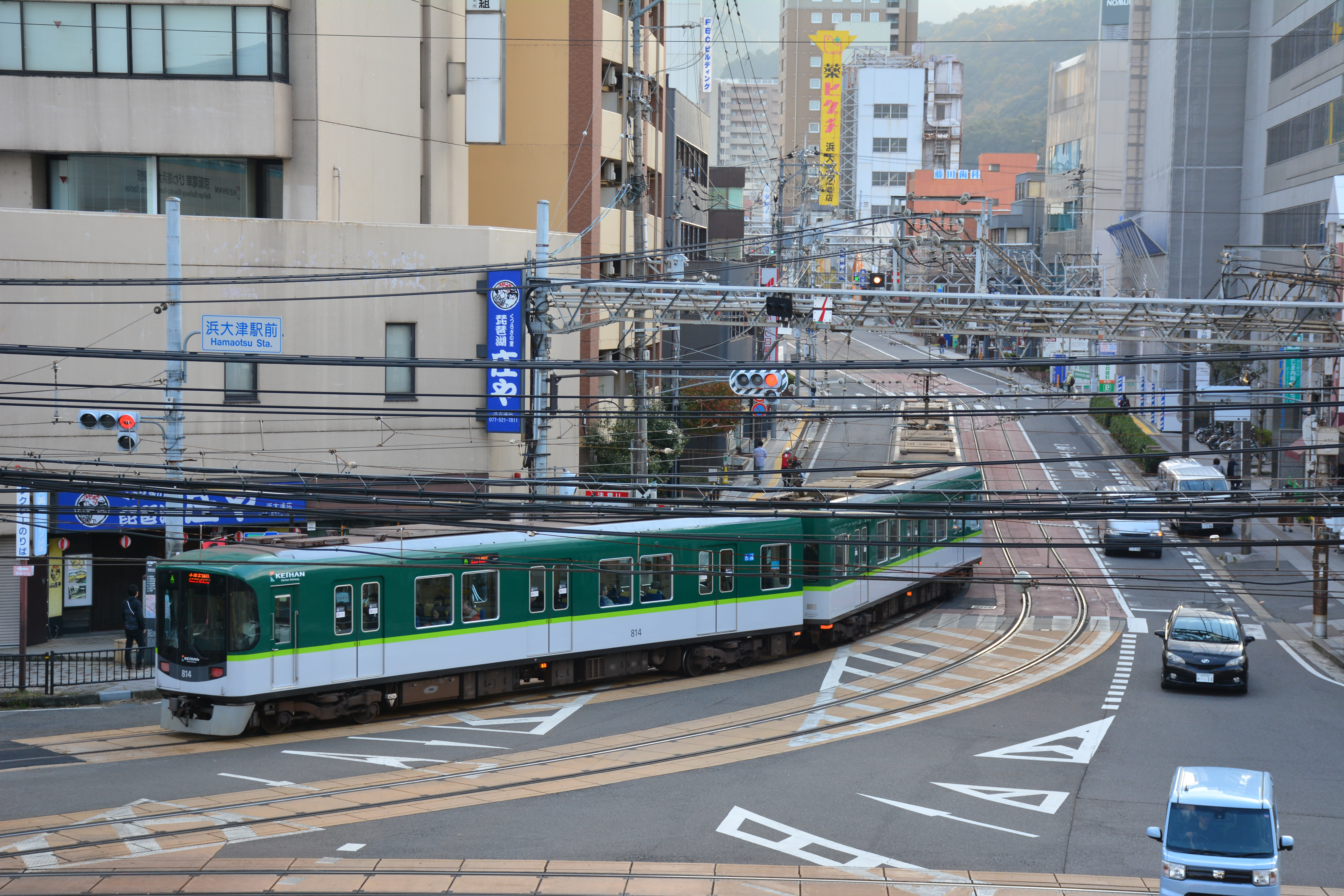
京阪電鉄大津線のびわ湖浜大津駅付近は併用軌道となっている。

市域は、琵琶湖の主要な港湾である大津港を擁し東海道の宿場であった大津宿を中心に、膳所藩の城下町であった膳所、比叡山の門前町や港湾として栄えた坂本、湖上交通の拠点であった堅田、近江国庁があった瀬田などからなる。

2010年国勢調査によると、人口集中地区 (DID) 人口密度は約7,000人/km²となっている。市内では併用軌道路線（路面電車）と専用軌道を含む京阪電気鉄道大津線（石坂線、京津線）が運行されている。また、東レ創業の地であり、現在も主要な研究開発および生産拠点となっている。

## 京都市との関係
滋賀県の県庁所在地かつ最大の人口を抱える都市であるが、政令指定都市である京都市に隣接しており、京都都市圏に組み込まれている。大津駅から京都駅までJRの琵琶湖線で10分ほどの距離にあることから、琵琶湖線（東海道本線）や湖西線沿線を中心に、京都市の衛星都市・ベッドタウンとしても発展してきた（「京滋」も参照）。そのため、京都府・大阪府に通勤通学するいわゆる「滋賀府民」も多い。また、京都市とあまりにも至近であることからしばし「京都市大津区」と揶揄され、県内の企業の拠点を当市ではなく隣接する草津市に置くことも多い。また、2020年に市内唯一の百貨店であったであった西武大津店が閉店したことにより、近鉄百貨店草津店が県内唯一の百貨店となった。これにより滋賀県は福島県とともに県内に百貨店はあるものの、県庁所在地に百貨店が存在しない2例目の県となった（県内最大都市としては唯一の例）。

## 地理

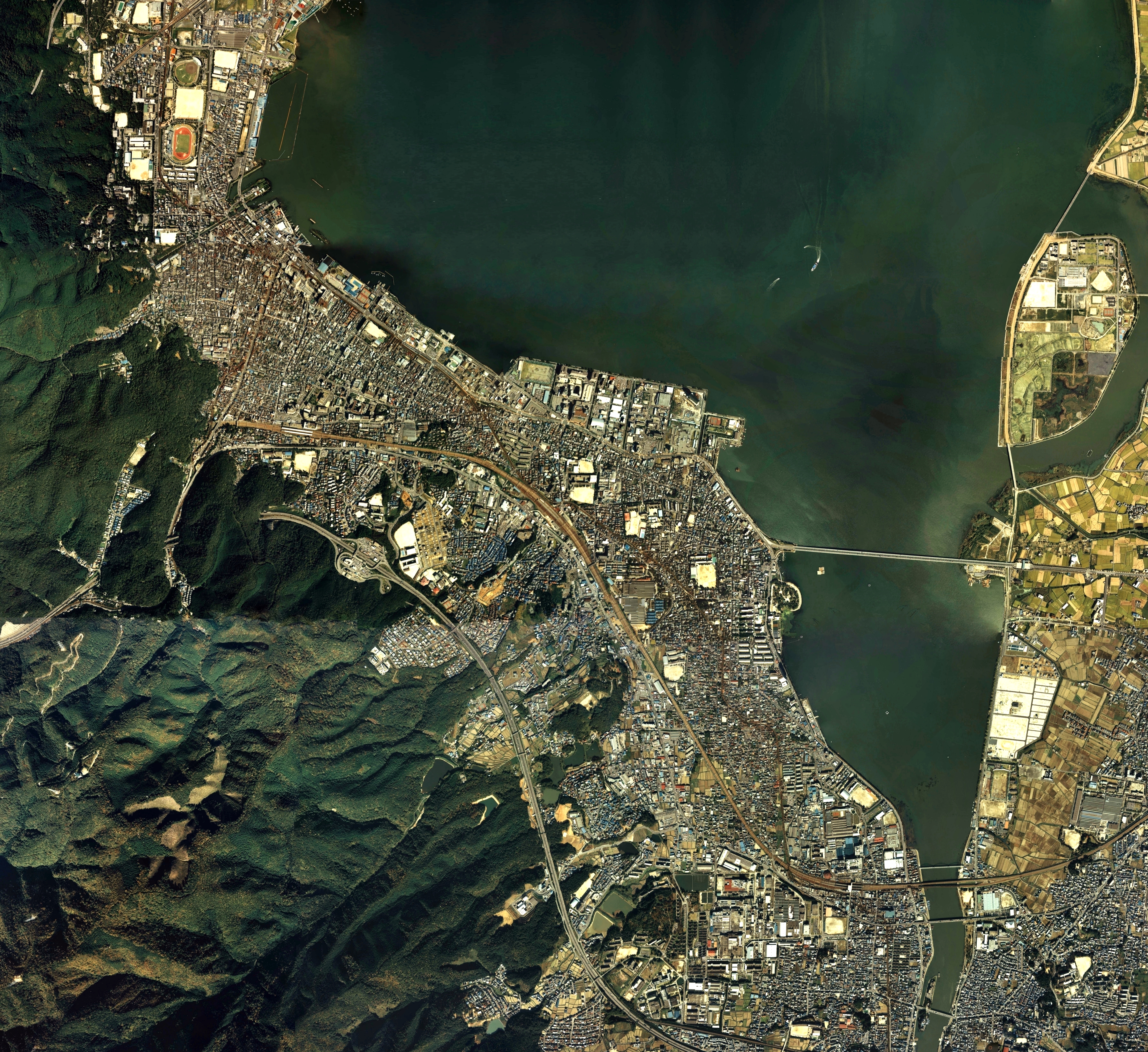
大津市中心部周辺の空中写真。1987年撮影の18枚を合成作成。。

### 位置
大津市の市域は、琵琶湖の南西岸から南岸にかけて南北に細長く広がっており、古代より琵琶湖の水上交通の要衝であった。西隣の京都市との境には比叡山が南北に走り、山を挟んで向かい合う同市との関係が深い。
なお、都道府県庁所在地同士が隣接している例は、日本では両市のほか、仙台市と山形市、福岡市と佐賀市、海上で隣接する和歌山市と徳島市の計4例があるが、都道府県庁間の距離では両市にある庁舎は直線で10.5kmの距離にあり最も短い（次に短い都道府県庁は東京都庁と神奈川県庁の27.2km）。この距離の近さもあり、JR西日本の新快速では、大津駅から京都駅まで約10分で到着する。

#### 広袤（こうぼう）
国土地理院地理情報 によると、大津市の東西南北それぞれの端は以下の位置となっている。
|                                                                           | 北端 北緯35度17分05秒 東経135度52分58秒 / 北緯35.28472度 東経135.88278度 ↑ |                                                                           |
| 西端 北緯35度02分43秒 東経135度48分53秒 / 北緯35.04528度 東経135.81472度← | 市役所 北緯35度01分04秒 東経135度51分17秒 / 北緯35.01778度 東経135.85472度 | 東端 →北緯34度57分37秒 東経136度02分36秒 / 北緯34.96028度 東経136.04333度 |
|                                                                           | ↓ 南端 北緯34度52分17秒 東経135度53分31秒 / 北緯34.87139度 東経135.89194度 |                                                                           |

### 地形

#### 山地
主な山
- 武奈ヶ岳
- 蓬萊山
- 比叡山
- 長等山（ながらやま）
- 音羽山
- 太神山（たなかみやま）

#### 河川
主な川
- 瀬田川
- 大戸川
- 安曇川

#### 湖沼
主な湖
- 琵琶湖

### 気候
市域の多くが近江盆地に位置するため、全般的に内陸性気候である。旧堅田町区域は豪雪地帯に指定されている。
気象庁などが発表する滋賀県の天気予報は北部と南部の2つの一次細分区域に分けられているが、当市域はこの一次細分区域をまたいでいる。北部は伊香立支所、小野支所、葛川支所、木戸支所、小松支所及び和邇支所管内、南部は左記以外の管内である。一次細分区域をまたいでいる市区町村の例としては、今でこそ平成の大合併により他に仙台市や五條市などがあるが、平成の大合併以前にこのような状態であったという点で、大津市は全国でも珍しい例である。
| 大津市（大津市南部/大津市萱野浦、標高86m）の気候            | 大津市（大津市南部/大津市萱野浦、標高86m）の気候 | 大津市（大津市南部/大津市萱野浦、標高86m）の気候 | 大津市（大津市南部/大津市萱野浦、標高86m）の気候 | 大津市（大津市南部/大津市萱野浦、標高86m）の気候 | 大津市（大津市南部/大津市萱野浦、標高86m）の気候 | 大津市（大津市南部/大津市萱野浦、標高86m）の気候 | 大津市（大津市南部/大津市萱野浦、標高86m）の気候 | 大津市（大津市南部/大津市萱野浦、標高86m）の気候 | 大津市（大津市南部/大津市萱野浦、標高86m）の気候 | 大津市（大津市南部/大津市萱野浦、標高86m）の気候 | 大津市（大津市南部/大津市萱野浦、標高86m）の気候 | 大津市（大津市南部/大津市萱野浦、標高86m）の気候 | 大津市（大津市南部/大津市萱野浦、標高86m）の気候 |
| 月                                                          | 1月                                              | 2月                                              | 3月                                              | 4月                                              | 5月                                              | 6月                                              | 7月                                              | 8月                                              | 9月                                              | 10月                                             | 11月                                             | 12月                                             | 年                                               |
| ----------------------------------------------------------- | ------------------------------------------------ | ------------------------------------------------ | ------------------------------------------------ | ------------------------------------------------ | ------------------------------------------------ | ------------------------------------------------ | ------------------------------------------------ | ------------------------------------------------ | ------------------------------------------------ | ------------------------------------------------ | ------------------------------------------------ | ------------------------------------------------ | ------------------------------------------------ |
| 最高気温記録 °C （°F）                                      | 16.5 (61.7)                                      | 20.3 (68.5)                                      | 24.5 (76.1)                                      | 29.9 (85.8)                                      | 33.2 (91.8)                                      | 36.1 (97)                                        | 38.4 (101.1)                                     | 38.5 (101.3)                                     | 37.5 (99.5)                                      | 31.7 (89.1)                                      | 26.6 (79.9)                                      | 20.0 (68)                                        | 38.5 (101.3)                                     |
| 平均最高気温 °C （°F）                                      | 7.9 (46.2)                                       | 8.5 (47.3)                                       | 12.6 (54.7)                                      | 18.6 (65.5)                                      | 23.7 (74.7)                                      | 26.8 (80.2)                                      | 30.9 (87.6)                                      | 32.5 (90.5)                                      | 28.1 (82.6)                                      | 22.2 (72)                                        | 16.1 (61)                                        | 10.5 (50.9)                                      | 19.9 (67.8)                                      |
| 日平均気温 °C （°F）                                        | 4.1 (39.4)                                       | 4.4 (39.9)                                       | 7.6 (45.7)                                       | 13.1 (55.6)                                      | 18.2 (64.8)                                      | 22.1 (71.8)                                      | 26.2 (79.2)                                      | 27.3 (81.1)                                      | 23.3 (73.9)                                      | 17.4 (63.3)                                      | 11.5 (52.7)                                      | 6.5 (43.7)                                       | 15.1 (59.2)                                      |
| 平均最低気温 °C （°F）                                      | 0.7 (33.3)                                       | 0.6 (33.1)                                       | 3.2 (37.8)                                       | 8.0 (46.4)                                       | 13.3 (55.9)                                      | 18.2 (64.8)                                      | 22.6 (72.7)                                      | 23.5 (74.3)                                      | 19.6 (67.3)                                      | 13.3 (55.9)                                      | 7.3 (45.1)                                       | 2.8 (37)                                         | 11.1 (52)                                        |
| 最低気温記録 °C （°F）                                      | −5.4 (22.3)                                      | −6.6 (20.1)                                      | −2.7 (27.1)                                      | −0.4 (31.3)                                      | 3.4 (38.1)                                       | 8.6 (47.5)                                       | 15.1 (59.2)                                      | 16.5 (61.7)                                      | 9.9 (49.8)                                       | 3.4 (38.1)                                       | 0.2 (32.4)                                       | −4.1 (24.6)                                      | −6.6 (20.1)                                      |
| 降水量 mm （inch）                                          | 56.8 (2.236)                                     | 69.7 (2.744)                                     | 117.9 (4.642)                                    | 125.6 (4.945)                                    | 156.9 (6.177)                                    | 217.7 (8.571)                                    | 211.8 (8.339)                                    | 159.5 (6.28)                                     | 172 (6.77)                                       | 149.1 (5.87)                                     | 79.3 (3.122)                                     | 60.2 (2.37)                                      | 1,566.6 (61.677)                                 |
| 平均降水日数 （≥1.0mm）                                     | 7.2                                              | 7.9                                              | 10.6                                             | 10.4                                             | 10.3                                             | 12.4                                             | 12                                               | 9.1                                              | 10.7                                             | 9.2                                              | 7                                                | 7.5                                              | 114.6                                            |
| 平均月間日照時間                                            | 120.4                                            | 125.4                                            | 160.9                                            | 183                                              | 192.8                                            | 142.1                                            | 159.3                                            | 202.9                                            | 150.2                                            | 157.1                                            | 141.1                                            | 133.1                                            | 1,870.2                                          |
| 出典：気象庁 (平均値：1991年-2020年、気温極値：1977年-現在) |                                                  |                                                  |                                                  |                                                  |                                                  |                                                  |                                                  |                                                  |                                                  |                                                  |                                                  |                                                  |                                                  |

| 南小松（大津市北部/大津市南小松、標高90m、1991年 - 2020年）の気候 | 南小松（大津市北部/大津市南小松、標高90m、1991年 - 2020年）の気候 | 南小松（大津市北部/大津市南小松、標高90m、1991年 - 2020年）の気候 | 南小松（大津市北部/大津市南小松、標高90m、1991年 - 2020年）の気候 | 南小松（大津市北部/大津市南小松、標高90m、1991年 - 2020年）の気候 | 南小松（大津市北部/大津市南小松、標高90m、1991年 - 2020年）の気候 | 南小松（大津市北部/大津市南小松、標高90m、1991年 - 2020年）の気候 | 南小松（大津市北部/大津市南小松、標高90m、1991年 - 2020年）の気候 | 南小松（大津市北部/大津市南小松、標高90m、1991年 - 2020年）の気候 | 南小松（大津市北部/大津市南小松、標高90m、1991年 - 2020年）の気候 | 南小松（大津市北部/大津市南小松、標高90m、1991年 - 2020年）の気候 | 南小松（大津市北部/大津市南小松、標高90m、1991年 - 2020年）の気候 | 南小松（大津市北部/大津市南小松、標高90m、1991年 - 2020年）の気候 | 南小松（大津市北部/大津市南小松、標高90m、1991年 - 2020年）の気候 |
| 月                                                                | 1月                                                               | 2月                                                               | 3月                                                               | 4月                                                               | 5月                                                               | 6月                                                               | 7月                                                               | 8月                                                               | 9月                                                               | 10月                                                              | 11月                                                              | 12月                                                              | 年                                                                |
| ----------------------------------------------------------------- | ----------------------------------------------------------------- | ----------------------------------------------------------------- | ----------------------------------------------------------------- | ----------------------------------------------------------------- | ----------------------------------------------------------------- | ----------------------------------------------------------------- | ----------------------------------------------------------------- | ----------------------------------------------------------------- | ----------------------------------------------------------------- | ----------------------------------------------------------------- | ----------------------------------------------------------------- | ----------------------------------------------------------------- | ----------------------------------------------------------------- |
| 最高気温記録 °C （°F）                                            | 16.4 (61.5)                                                       | 17.4 (63.3)                                                       | 23.2 (73.8)                                                       | 27.1 (80.8)                                                       | 30.9 (87.6)                                                       | 34.2 (93.6)                                                       | 37.2 (99)                                                         | 37.2 (99)                                                         | 35.1 (95.2)                                                       | 31.0 (87.8)                                                       | 24.7 (76.5)                                                       | 20.0 (68)                                                         | 37.2 (99)                                                         |
| 平均最高気温 °C （°F）                                            | 7.2 (45)                                                          | 7.7 (45.9)                                                        | 11.5 (52.7)                                                       | 17.2 (63)                                                         | 22.3 (72.1)                                                       | 25.7 (78.3)                                                       | 29.7 (85.5)                                                       | 31.5 (88.7)                                                       | 27.4 (81.3)                                                       | 21.6 (70.9)                                                       | 15.6 (60.1)                                                       | 10.0 (50)                                                         | 18.9 (66)                                                         |
| 日平均気温 °C （°F）                                              | 3.8 (38.8)                                                        | 3.9 (39)                                                          | 7.1 (44.8)                                                        | 12.2 (54)                                                         | 17.3 (63.1)                                                       | 21.4 (70.5)                                                       | 25.6 (78.1)                                                       | 26.9 (80.4)                                                       | 23.2 (73.8)                                                       | 17.5 (63.5)                                                       | 11.5 (52.7)                                                       | 6.4 (43.5)                                                        | 14.7 (58.5)                                                       |
| 平均最低気温 °C （°F）                                            | 0.5 (32.9)                                                        | 0.4 (32.7)                                                        | 2.8 (37)                                                          | 7.5 (45.5)                                                        | 12.8 (55)                                                         | 17.7 (63.9)                                                       | 22.3 (72.1)                                                       | 23.3 (73.9)                                                       | 19.7 (67.5)                                                       | 13.5 (56.3)                                                       | 7.5 (45.5)                                                        | 2.7 (36.9)                                                        | 10.9 (51.6)                                                       |
| 最低気温記録 °C （°F）                                            | −7.3 (18.9)                                                       | −7.8 (18)                                                         | −4.1 (24.6)                                                       | −0.8 (30.6)                                                       | 4.7 (40.5)                                                        | 8.4 (47.1)                                                        | 14.3 (57.7)                                                       | 15.8 (60.4)                                                       | 10.2 (50.4)                                                       | 3.7 (38.7)                                                        | 0.2 (32.4)                                                        | −4.5 (23.9)                                                       | −7.8 (18)                                                         |
| 降水量 mm （inch）                                                | 128.0 (5.039)                                                     | 124.3 (4.894)                                                     | 140.9 (5.547)                                                     | 144.3 (5.681)                                                     | 180.9 (7.122)                                                     | 225.6 (8.882)                                                     | 239.9 (9.445)                                                     | 162.3 (6.39)                                                      | 192.6 (7.583)                                                     | 154.5 (6.083)                                                     | 101.6 (4)                                                         | 112.9 (4.445)                                                     | 1,904.1 (74.965)                                                  |
| 平均降水日数 （≥1.0 mm）                                          | 15.7                                                              | 14.9                                                              | 14.2                                                              | 11.4                                                              | 10.7                                                              | 12.5                                                              | 13.2                                                              | 9.1                                                               | 11.4                                                              | 9.8                                                               | 10.7                                                              | 13.4                                                              | 147.4                                                             |
| 平均月間日照時間                                                  | 92.5                                                              | 96.5                                                              | 141.8                                                             | 179.2                                                             | 185.2                                                             | 139.5                                                             | 148.4                                                             | 192.4                                                             | 143.0                                                             | 139.2                                                             | 121.1                                                             | 106.4                                                             | 1,685.2                                                           |
| 出典1：Japan Meteorological Agency                                |                                                                   |                                                                   |                                                                   |                                                                   |                                                                   |                                                                   |                                                                   |                                                                   |                                                                   |                                                                   |                                                                   |                                                                   |                                                                   |
| 出典2：気象庁                                                     |                                                                   |                                                                   |                                                                   |                                                                   |                                                                   |                                                                   |                                                                   |                                                                   |                                                                   |                                                                   |                                                                   |                                                                   |                                                                   |

### 地域

#### 町名
（※ 数字は町内の丁の数を表す）
- 北小松 （きたこまつ）
- 南小松 （みなみこまつ）
- 北比良 （きたひら）
- 南比良 （みなみひら）
- 大物 （だいもつ）
- 荒川 （あらかわ）
- 木戸 （きど）
- 八屋戸 （やちやど）
- 南船路 （みなみふなじ）
- 和邇北浜 （わにきたはま）
- 栗原 （くりはら）
- 和邇中浜 （わになかはま）
- 和邇高城 （わにたかしろ）
- 和邇中 （わになか）
- 和邇南浜 （わにみなみはま）
- 和邇春日 （わにかすが） 1 - 3
- 和邇今宿 （わにいまじゅく）
- 小野 （おの）
- 水明 （すいめい） 1 - 2
- 朝日 （あさひ） 1 - 2
- 湖青 （こせい） 1 - 2
- 葛川坂下町 （かつらがわさかしたちょう）
- 葛川木戸口町 （かつらがわきどぐちちょう）
- 葛川中村町 （かつらがわなかむらちょう）
- 葛川坊村町 （かつらがわぼうむらちょう）
- 葛川町居町 （かつらがわまちいちょう）
- 葛川梅ノ木町 （かつらがわうめのきちょう）
- 葛川貫井町 （かつらがわぬくいちょう）
- 葛川細川町 （かつらがわほそかわちょう）
- 山百合の丘 （やまゆりのおか）
- 伊香立生津町 （いかだちなまづちょう）
- 伊香立向在地町（いかだちむかいざいじちょう）
- 伊香立上在地町 （いかだちかみざいじちょう）
- 伊香立北在地町 （いかだちきたざいじちょう）
- 伊香立下在地町 （いかだちしもざいじちょう）
- 伊香立南庄町 （いかだちみなみしょうちょう）
- 伊香立上龍華町 （いかだちかみりゅうげちょう）
- 伊香立下龍華町 （いかだちしもりゅうげちょう）
- 伊香立途中町 （いかだちとちゅうちょう）
- 真野 （まの） 1 - 6
- 真野普門町 （まのふもんちょう）
- 真野普門 （まのふもん） 1 - 3
- 真野佐川町 （まのさがわちょう）
- 真野大野 （まのおおの） 1 - 2
- 真野家田町 （まのいえだちょう）
- 真野谷口町 （まのたにぐちちょう）
- 向陽町 （こうようちょう）
- 美空町 （みそらちょう）
- 花園町 （はなぞのちょう）
- 清風町 （せいふうちょう）
- 陽明町 （ようめいちょう）
- 緑町 （みどりちょう）
- 清和町 （せいわちょう）
- 衣川 （きぬがわ） 1 - 3
- 堅田 （かたた） 1 - 2
- 本堅田 （ほんかたた） 1 - 6
- 今堅田 （いまかたた） 1 - 3
- 仰木町 （おおぎちょう）
- 仰木 （おおぎ） 1 - 7
- 仰木の里 （おおぎのさと） 1 - 7
- 仰木の里東 （おおぎのさとひがし） 1 - 8
- 雄琴 （おごと）
- 雄琴北 （おごときた） 1 - 2
- 千野 （ちの） 1 - 3
- 苗鹿 （のうか） 1 - 3
- 日吉台 （ひよしだい） 1 - 4
- 坂本穴太町 （さかもとあのうちょう）
- 坂本本町 （さかもとほんまち）
- 坂本 （さかもと） 1 - 8
- 木の岡町 （このおかちょう）
- 下阪本 （しもさかもと） 1 - 6
- 比叡辻 （ひえいつじ） 1 - 2
- 穴太 （あのう） 1 - 3
- 唐崎 （からさき） 1 - 4
- 見世 （みせ） 1 - 2
- 際川 （さいがわ） 1 - 4
- あかね町 （あかねちょう）
- 蓮池町 （はすいけちょう）
- 千石台 （せんごくだい）
- 桜野町 （さくらのちょう） 1 - 2
- 錦織町 （にしこおりちょう）
- 錦織 （にしこおり） 1 - 3
- 二本松 （にほんまつ）
- 柳が崎 （やながさき）
- 神宮町 （じんぐうちょう）
- 南志賀 （みなみしが） 1 - 4
- 高砂町 （たかさごちょう）
- 勧学 （かんがく） 1 - 2
- 柳川 （やながわ） 1 - 2
- 鏡が浜 （かがみがはま）
- 南滋賀町 （みなみしがちょう）
- 滋賀里町 （しがさとちょう）
- 滋賀里町甲 （しがさとちょうこう）
- 滋賀里町乙 （しがさとちょうおつ）
- 滋賀里 （しがさと） 1 - 4
- 松山町 （まつやまちょう）
- 山中町 （やまなかちょう）
- 比叡平 （ひえいだいら） 1 - 3
- 大谷町 （おおたにちょう）
- 追分町 （おいわけちょう）
- 藤尾奥町 （ふじおおくまち）
- 稲葉台 （いなばだい）
- 茶戸町 （ちゃどまち）
- 横木 （よこぎ） 1 - 2
- 皇子が丘 （おうじがおか） 1 - 3
- 大門通 （だいもんどおり）
- 園城寺町 （おんじょうじちょう）
- 山上町 （やまがみちょう）
- 観音寺 （かんのんじ）
- 尾花川 （おばながわ）
- 茶が崎 （ちゃがさき）
- 御陵町 （ごりょうちょう）
- 長等 （ながら） 1 - 3
- 小関町 （こぜきちょう）
- 三井寺町 （みいでらちょう）
- 神出開町 （かみでひらきまち）
- 松本本宮町 （まつもともとみやちょう）
- 梅林 （うめばやし） 1 - 2
- 末広町 （すえひろちょう）
- 春日町 （かすがちょう）
- 御幸町 （みゆきちょう）
- 逢坂 （おうさか） 1 - 2
- 札の辻 （ふだのつじ）
- 音羽台 （おとわだい）
- 朝日が丘 （あさひがおか） 1 - 2
- 本宮 （もとみや） 1 - 2
- 中央 （ちゅうおう） 1 - 4
- 京町 （きょうまち） 1 - 4
- 島の関 （しまのせき）
- 浜町 （はままち）
- 浜大津 （はまおおつ） 1 - 6
- 西の庄 （にしのしょう）
- 馬場 （ばんば）1 - 3
- 鶴の里 （つるのさと）
- 馬場南町 （ばんばみなみまち）
- 石場 （いしば）
- 松本 （まつもと） 1 - 2
- 打出浜 （うちではま）
- 竜が丘 （たつがおか）
- におの浜 （におのはま） 1 - 4
- 池の里 （いけのさと）
- 木下町 （きのしたちょう）
- 昭和町 （しょうわちょう）
- 相模町 （さがみちょう）
- 膳所 （ぜぜ） 1 - 2
- 丸の内町 （まるのうちちょう）
- 本丸町 （ほんまるちょう）
- 中庄 （なかしょう） 1 - 2
- 御殿浜 （ごてんはま）
- 杉浦町 （すぎうらちょう）
- 別保 （べっぽ） 1 - 3
- 湖城が丘 （こじょうがおか）
- 膳所池ノ内町 （ぜぜいけのうちちょう）
- 由美浜 （ゆみはま）
- 秋葉台 （あきばだい）
- 富士見台 （ふじみだい）
- 膳所平尾町 （ぜぜひらおちょう）
- 膳所雲雀丘町 （ぜぜひばりがおかちょう）
- 膳所上別保町 （ぜぜかみべっぽちょう）
- 若葉台 （わかばだい）
- 園山 （そのやま） 1 - 3
- 美崎町 （みさきちょう）
- 松原町 （まつばらちょう）
- 粟津町 （あわづちょう）
- 栄町 （さかえまち）
- 鳥居川町 （とりいがわちょう）
- 唐橋町 （からはしちょう）
- 北大路 （きたおおじ） 1 - 3
- 田辺町 （たなべちょう）
- 光が丘町 （ひかりがおかちょう）
- 晴嵐 （せいらん） 1 - 2
- 螢谷 （ほたるだに）
- 国分 （こくぶ） 1 - 2
- 石山寺辺町 （いしやまてらべちょう）
- 石山寺 （いしやまでら） 1 - 5
- 石山平津町 （いしやまひらつちょう）
- 平津 （ひらつ） 1 - 2
- 大平 （おおひら） 1 - 2
- 赤尾町 （あかおちょう）
- 石山千町 （いしやませんちょう）
- 千町 （せんちょう） 1 - 4
- 石山南郷町 （いしやまなんごうちょう）
- 南郷上山町 （なんごうかみやまちょう）
- 南郷 （なんごう） 1 - 6
- 石山内畑町 （いしやまうちはたちょう）
- 石山外畑町 （いしやまそとはたちょう）
- 大石曽束町 （おおいしそつかちょう）
- 大石曽束 （おおいしそつか） 1 - 5
- 大石小田原町 （おおいしおだわらちょう）
- 大石小田原 （おおいしおだわら） 1 - 2
- 大石龍門町 （おおいしりゅうもんちょう）
- 大石龍門 （おおいしりゅうもん） 1 - 6
- 大石淀町 （おおいしよどちょう）
- 大石淀 （おおいしよど） 1 - 3
- 大石中町 （おおいしなかちょう）
- 大石中 （おおいしなか） 1 - 7
- 大石東町 （おおいしひがしちょう）
- 大石東 （おおいしひがし） 1 - 7
- 大石富川町 （おおいしとみかわちょう）
- 大石富川 （おおいしとみかわ） 1 - 4
- 田上羽栗町 （たなかみはぐりちょう）
- 羽栗 （はぐり） 1 - 3
- 田上森町 （たなかみもりちょう）
- 森 （もり） 1 - 3
- 枝 （えだ） 1 - 4
- 田上里町 （たなかみさとちょう）
- 里 （さと）1 - 7
- 田上石居町 （たなかみいしずえちょう）
- 石居 （いしずえ） 1 - 3
- 田上稲津町 （たなかみいなづちょう）
- 稲津 （いなづ） 1 - 5
- 黒津 （くろづ） 1 - 5
- 太子 （たいし） 1 - 2
- 田上関津町 （たなかみせきのつちょう）
- 関津 （せきのつ） 1 - 6
- 上田上大鳥居町 （かみたなかみおおどりいちょう）
- 上田上牧町 （かみたなかみまきちょう）
- 牧 （まき） 1 - 3
- 上田上平野町 （かみたなかみひらのちょう）
- 平野 （ひらの） 1 - 3
- 上田上中野町 （かみたなかみなかのちょう）
- 中野 （なかの） 1 - 3
- 上田上芝原町	 （かみたなかみしばはらちょう）
- 芝原 （しばはら） 1 - 2
- 上田上堂町 （かみたなかみどうちょう）
- 堂 （どう） 1 - 2
- 上田上新免町 （かみたなかみしんめちょう）
- 新免 （しんめ） 1 - 2
- 大鳥居 （おおどりい）
- 青山 （あおやま） 1 - 8
- 松が丘 （まつがおか） 1 - 7
- 上田上桐生町 （かみたなかみきりゅうちょう）
- 桐生 （きりゅう） 1 - 3
- 瀬田大江町 （せたおおえちょう）
- 大江 （おおえ） 1 - 8
- 瀬田橋本町 （せたはしもとちょう）
- 瀬田 （せた） 1 - 6
- 瀬田神領町 （せたじんりょうちょう）
- 神領 （じんりょう） 1 - 5
- 野郷原 （のごうはら） 1 - 2
- 三大寺 （さんだいじ）
- 玉野浦 （たまのうら）
- 松陽 （しょうよう） 1 - 4
- 瀬田南大萱町 （せたみなみおおがやちょう）
- 瀬田月輪町 （せたつきのわちょう）
- 一里山 （いちりやま） 1 - 7
- 月輪 （つきのわ） 1 - 5
- 栗林町 （くりばやしちょう）
- 大萱 （おおがや） 1 - 7
- 萱野浦 （かやのうら）
- 大将軍 （たいしょうぐん） 1 - 3

### 人口
2010年国勢調査によると、前回調査からの人口増減は、4.30%増の337,629人であり、増減率は県下19市町村中で4番目、都道府県庁所在地の中では東京都区部、福岡市に次いで3番目に高かった。
| |                                        |  |
| 大津市と全国の年齢別人口分布（2005年） | 大津市の年齢・男女別人口分布（2005年） |  |
| ■紫色 ― 大津市 ■緑色 ― 日本全国 | ■青色 ― 男性 ■赤色 ― 女性              |  |
| 大津市（に相当する地域）の人口の推移 \| 1970年（昭和45年） \| 181,164人 \| \| \| 1975年（昭和50年） \| 201,599人 \| \| \| 1980年（昭和55年） \| 228,982人 \| \| \| 1985年（昭和60年） \| 250,715人 \| \| \| 1990年（平成2年） \| 277,290人 \| \| \| 1995年（平成7年） \| 295,574人 \| \| \| 2000年（平成12年） \| 309,793人 \| \| \| 2005年（平成17年） \| 323,719人 \| \| \| 2010年（平成22年） \| 337,634人 \| \| \| 2015年（平成27年） \| 340,973人 \| \| \| 2020年（令和2年） \| 345,070人 \| \| |                                        |  |
| 総務省統計局 国勢調査より |                                        |  |
| 1970年（昭和45年） | 181,164人                              |  |
| 1975年（昭和50年） | 201,599人                              |  |
| 1980年（昭和55年） | 228,982人                              |  |
| 1985年（昭和60年） | 250,715人                              |  |
| 1990年（平成2年） | 277,290人                              |  |
| 1995年（平成7年） | 295,574人                              |  |
| 2000年（平成12年） | 309,793人                              |  |
| 2005年（平成17年） | 323,719人                              |  |
| 2010年（平成22年） | 337,634人                              |  |
| 2015年（平成27年） | 340,973人                              |  |
| 2020年（令和2年） | 345,070人                              |  |

2020年国勢調査の速報値によると、前回調査の340,973人から345,202人、増減率は1.24%の増加となった。

### 隣接自治体・行政区
滋賀県
- 高島市
- 草津市
- 栗東市
- 甲賀市

京都府
- 京都市（左京区、山科区、伏見区）
- 宇治市
- 綴喜郡：宇治田原町

## 歴史

### 古代から室町時代まで

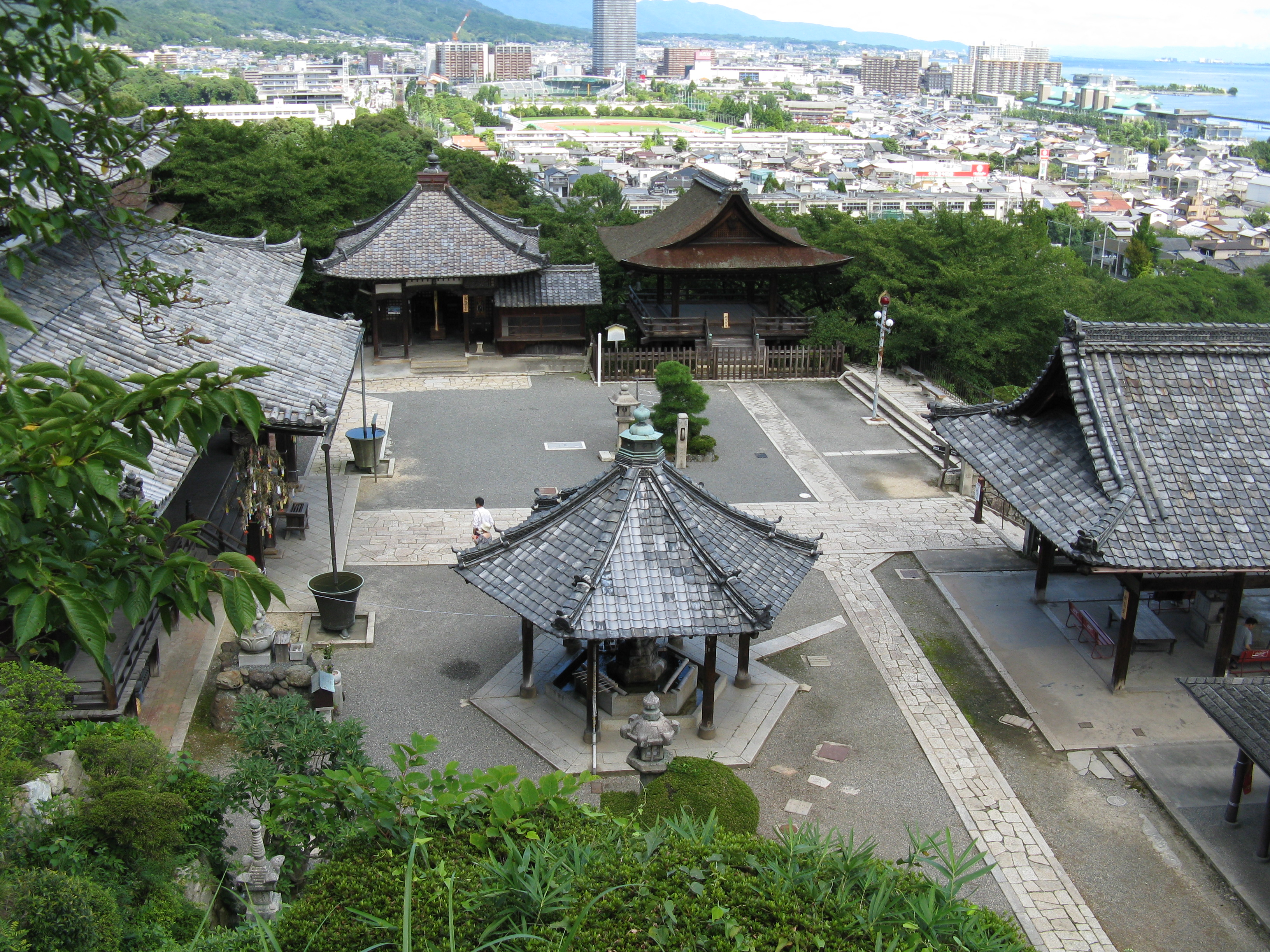
園城寺（三井寺）

- 縄文時代前期 - 瀬田川西岸に石山貝塚が築かれる。
- 667年（天智天皇6年） - 天智天皇が近江大津宮に都を定める。
- 672年（弘文天皇元年） - 壬申の乱が発生。瀬田川の橋（後の瀬田の唐橋）をめぐって戦闘が起こり、大友皇子（明治3年（1870年）に弘文天皇の諡号を贈られる。）は自決し、近江大津宮は廃絶する。
- 奈良時代には瀬田に国府が置かれ、田上山など湖南の山々は、平城京造営の木材を搬出する場となる。
- 747年（天平19年） - 『石山寺縁起』によれば、この年、良弁が聖武天皇の発願により瀬田川沿いの石山に如意輪観音を祀る堂宇を建立。のちに石山寺となる。
- 761年（天平宝字5年） - 保良宮の造営がほぼ終わり、孝謙上皇と淳仁天皇が行幸する。
- 788年（延暦7年） - 最澄が比叡山に一乗止観院（延暦寺）を開く。
- 794年（延暦13年） - 近江大津宮廃絶後、その跡地は古津（ふるつ）と呼ばれていたが、平安京遷都を機に大津に復する詔が出される。
- 平安時代の大津は、平安京から東国・北国へと向かう人や物を扱う港となる。延暦寺と園城寺（三井寺）の抗争が激化し僧兵が登場する。石山寺は多くの平安文学の舞台となる。
- 1096年（嘉保3年） - 永長地震が発生。瀬田の橋が落ちるなど大きな被害が出る。
- 1184年（寿永3年） - 木曾義仲が、今井兼平主従、源義経、源範頼らとの粟津の戦いに敗れる。
- 1214年（建保2年） - 延暦寺衆徒が園城寺を焼く。
- 室町時代に入ると延暦寺の勢力はますます大きくなり、足利義教や細川政元ら権力者による焼き討ちが相次ぐ。大津や坂本、堅田などが物資の水上運送で繁栄し、堅田水軍が活躍。
- 1468年（応仁2年） - 延暦寺衆徒が堅田の真宗門徒を攻める堅田大責が発生。

### 戦国時代から江戸時代まで
- 1571年（元亀2年） - 織田信長が比叡山焼き討ちを行う。明智光秀に坂本城を造らせ、琵琶湖の守りとする。
- 1586年（天正14年） - 豊臣秀吉が坂本城を廃城にして、現在の浜大津に大津城を造らせる。
- 1600年（慶長5年） - 関ヶ原の戦いと同じころ、大津城の戦いが起こり大津城下は全焼する。
- 1601年（慶長6年） - 徳川家康が大津城を廃城にして、大津と瀬田の間に膳所城を造らせる。
- 江戸時代に大津は再興。琵琶湖を往来する船業者の組合・大津百艘船の本拠が置かれ琵琶湖水運の拠点となる。また東海道の宿場である大津宿（天領）は、物資運送と人々の往来で繁栄する。大津絵、大津算盤などが名物となる。膳所城下は膳所藩のもと、しじみ採りや膳所焼が有名になるが藩財政は常に逼迫していた。
- 1662年（寛文元年） - 寛文近江・若狭地震が発生。琵琶湖沿岸から京都にかけて多くの建物が倒壊し、多くの死者が出る。膳所城でも建物が倒壊する。
- 1698年（元禄11年） - 堅田藩が立藩する。1826年まで続く。

### 明治時代から第二次世界大戦まで

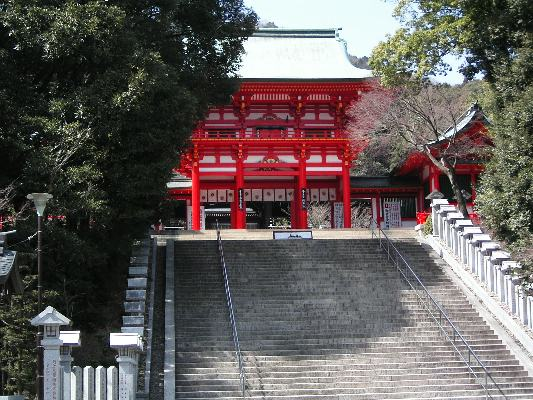
近江神宮

- 1868年（明治元年） - 大津県が置かれる。
- 1869年（明治2年） - 大津〜海津間に汽船航路が開通する[注 2]。
- 1870年（明治3年） - 膳所城取り壊し、翌年膳所藩は膳所県になる。
- 1872年（明治5年） - 滋賀県が成立して、大津は県庁所在地になる。
- 1876年（明治9年） - 嶺南地方が滋賀県に編入され、大津は嶺南地方を含んだ滋賀県の県庁所在地になる。
- 1880年（明治13年） - 逢坂山トンネルが開通。京都と鉄道が繋がる。
- 1881年（明治14年） - 嶺南地方が滋賀県から分離される。
- 1889年（明治22年）7月1日 - 東海道本線が開通。大津〜長浜間の連絡汽船に代わる輸送経路となる。
- 1890年（明治23年） - 琵琶湖疏水が完成。琵琶湖沿岸から京都への水道が通じる。
- 1891年（明治24年）5月11日 - 大津事件が発生。司法の独立を維持し、三権分立の意識を広めた近代日本法学史上重要な事件とされる。
- 1905年（明治38年） - 南郷洗堰（現在の瀬田川洗堰）が完成する。
- 1912年（大正元年） - 京津電車が、三条〜札ノ辻間で開通する。
- 1920年（大正9年）
  - 9月23日 - 瀬田川で東京帝国大学対京都帝国大学の対抗競漕が行われる[18]。
  - 10月 - 初代「大津市歌」を制定。
- 1928年（昭和3年） - 都市計画法（旧法）に基づく都市計画の策定が始まる[19]。
- 1940年（昭和15年） - 近江神宮が創祀される。
- 1945年（昭和20年） - 大津空襲が発生する。

### 終戦後
- 1958年（昭和33年）
  - 5月17日 - 「大津市民の歌」を制定する。
  - 10月1日 - 市章を制定する[20]。
- 1964年（昭和39年） - 琵琶湖大橋が開通する。
- 1968年（昭和43年） - びわこ大博覧会が開催される。
- 1974年（昭和49年） - 近江大橋が開通する。
- 1984年（昭和59年） - 世界湖沼会議の第1回が開催される。
- 1994年（平成6年） - 「世界の文化遺産及び自然遺産の保護に関する条約」（世界遺産条約）に基づいて、延暦寺が金閣寺、清水寺などと共に世界遺産に登録される。
- 2001年（平成13年）4月1日 - 特例市に指定される。
- 2003年（平成15年）10月10日 - 古都保存法に基づき、全国で10番目の古都に指定される。
- 2009年（平成21年）4月1日 - 中核市に指定される[21]。

### 行政区域の変遷
- 1889年（明治22年）4月1日 - 町村制施行により、滋賀郡大津町[注 3]・馬場町・松本村・東浦村・藤尾村・別所村・神出村の区域をもって大津町が発足。
- 1898年（明治31年）10月1日 - 滋賀郡大津町が市制施行して大津市となる。
- 1932年（昭和7年）5月10日 - 滋賀郡滋賀村を編入。
- 1933年（昭和8年）4月1日 - 大津市が滋賀郡膳所町・石山町と合併し、改めて大津市が発足。
- 1951年（昭和26年）4月1日 - 滋賀郡坂本村・雄琴村・下阪本村・栗太郡大石村・下田上村を編入。
- 1967年（昭和42年）4月1日 - 滋賀郡堅田町・栗太郡瀬田町を編入。
- 2006年（平成18年）3月20日 - 滋賀郡志賀町を編入。

| 所 属 郡 | 明治以前   | 明治初年 - 明治11年   | 明治12年 - 明治22年  | 明治22年 4月1日 町村制施行 | 明治22年 - 大正15年         | 昭和元年 - 昭和20年         | 昭和元年 - 昭和20年       | 昭和21年 - 昭和30年         | 昭和31年 - 昭和64年         | 平成元年 - 現在              | 現在   |
| -------- | ---------- | --------------------- | -------------------- | -------------------------- | --------------------------- | --------------------------- | ------------------------- | --------------------------- | --------------------------- | ---------------------------- | ------ |
| 栗 太 郡 | 大江村     | 大江村                | 大江村               | 瀬田村                     | 瀬田村                      | 昭和2年1月1日 町制 瀬田町   | 昭和2年1月1日 町制 瀬田町 | 昭和30年4月1日 瀬田町       | 昭和42年4月1日 大津市に編入 | 大津市                       | 大津市 |
| 栗 太 郡 | 橋本村     | 橋本村                | 橋本村               | 瀬田村                     | 瀬田村                      | 昭和2年1月1日 町制 瀬田町   | 昭和2年1月1日 町制 瀬田町 | 昭和30年4月1日 瀬田町       | 昭和42年4月1日 大津市に編入 | 大津市                       | 大津市 |
| 栗 太 郡 | 神領村     | 神領村                | 神領村               | 瀬田村                     | 瀬田村                      | 昭和2年1月1日 町制 瀬田町   | 昭和2年1月1日 町制 瀬田町 | 昭和30年4月1日 瀬田町       | 昭和42年4月1日 大津市に編入 | 大津市                       | 大津市 |
| 栗 太 郡 | 大萱村     | 明治7年 改称 南大萱村 | 南大萱村             | 瀬田村                     | 瀬田村                      | 昭和2年1月1日 町制 瀬田町   | 昭和2年1月1日 町制 瀬田町 | 昭和30年4月1日 瀬田町       | 昭和42年4月1日 大津市に編入 | 大津市                       | 大津市 |
| 栗 太 郡 | 大萱新田   | 明治7年 改称 月輪村   | 月輪村               | 瀬田村                     | 瀬田村                      | 昭和2年1月1日 町制 瀬田町   | 昭和2年1月1日 町制 瀬田町 | 昭和30年4月1日 瀬田町       | 昭和42年4月1日 大津市に編入 | 大津市                       | 大津市 |
| 栗 太 郡 | 栗林新田   | 栗林新田              | 栗林新田             | 瀬田村                     | 瀬田村                      | 昭和2年1月1日 町制 瀬田町   | 昭和2年1月1日 町制 瀬田町 | 昭和30年4月1日 瀬田町       | 昭和42年4月1日 大津市に編入 | 大津市                       | 大津市 |
| 栗 太 郡 | 牧村       | 牧村                  | 牧村                 | 上田上村                   | 上田上村                    | 上田上村                    | 上田上村                  | 昭和30年4月1日 瀬田町       | 昭和42年4月1日 大津市に編入 | 大津市                       | 大津市 |
| 栗 太 郡 | 平野村     | 平野村                | 平野村               | 上田上村                   | 上田上村                    | 上田上村                    | 上田上村                  | 昭和30年4月1日 瀬田町       | 昭和42年4月1日 大津市に編入 | 大津市                       | 大津市 |
| 栗 太 郡 | 中野村     | 中野村                | 中野村               | 上田上村                   | 上田上村                    | 上田上村                    | 上田上村                  | 昭和30年4月1日 瀬田町       | 昭和42年4月1日 大津市に編入 | 大津市                       | 大津市 |
| 栗 太 郡 | 芝原村     | 芝原村                | 芝原村               | 上田上村                   | 上田上村                    | 上田上村                    | 上田上村                  | 昭和30年4月1日 瀬田町       | 昭和42年4月1日 大津市に編入 | 大津市                       | 大津市 |
| 栗 太 郡 | 堂村       | 堂村                  | 堂村                 | 上田上村                   | 上田上村                    | 上田上村                    | 上田上村                  | 昭和30年4月1日 瀬田町       | 昭和42年4月1日 大津市に編入 | 大津市                       | 大津市 |
| 栗 太 郡 | 新免村     | 新免村                | 新免村               | 上田上村                   | 上田上村                    | 上田上村                    | 上田上村                  | 昭和30年4月1日 瀬田町       | 昭和42年4月1日 大津市に編入 | 大津市                       | 大津市 |
| 栗 太 郡 | 桐生村     | 桐生村                | 桐生村               | 上田上村                   | 上田上村                    | 上田上村                    | 上田上村                  | 昭和30年4月1日 瀬田町       | 昭和42年4月1日 大津市に編入 | 大津市                       | 大津市 |
| 栗 太 郡 | 大鳥居村   | 大鳥居村              | 大鳥居村             | 上田上村                   | 上田上村                    | 上田上村                    | 上田上村                  | 昭和30年4月1日 瀬田町       | 昭和42年4月1日 大津市に編入 | 大津市                       | 大津市 |
| 栗 太 郡 | 羽栗村     | 羽栗村                | 羽栗村               | 下田上村                   | 下田上村                    | 下田上村                    | 下田上村                  | 昭和26年4月1日 大津市に編入 | 大津市                      | 大津市                       | 大津市 |
| 栗 太 郡 | 森村       | 明治7年 森村          | 森村                 | 下田上村                   | 下田上村                    | 下田上村                    | 下田上村                  | 昭和26年4月1日 大津市に編入 | 大津市                      | 大津市                       | 大津市 |
| 栗 太 郡 | 今村新田   | 明治7年 森村          | 森村                 | 下田上村                   | 下田上村                    | 下田上村                    | 下田上村                  | 昭和26年4月1日 大津市に編入 | 大津市                      | 大津市                       | 大津市 |
| 栗 太 郡 | 枝村       | 枝村                  | 枝村                 | 下田上村                   | 下田上村                    | 下田上村                    | 下田上村                  | 昭和26年4月1日 大津市に編入 | 大津市                      | 大津市                       | 大津市 |
| 栗 太 郡 | 里村       | 里村                  | 里村                 | 下田上村                   | 下田上村                    | 下田上村                    | 下田上村                  | 昭和26年4月1日 大津市に編入 | 大津市                      | 大津市                       | 大津市 |
| 栗 太 郡 | 石居村     | 石居村                | 石居村               | 下田上村                   | 下田上村                    | 下田上村                    | 下田上村                  | 昭和26年4月1日 大津市に編入 | 大津市                      | 大津市                       | 大津市 |
| 栗 太 郡 | 稲津村     | 稲津村                | 稲津村               | 下田上村                   | 下田上村                    | 下田上村                    | 下田上村                  | 昭和26年4月1日 大津市に編入 | 大津市                      | 大津市                       | 大津市 |
| 栗 太 郡 | 黒津村     | 黒津村                | 黒津村               | 下田上村                   | 下田上村                    | 下田上村                    | 下田上村                  | 昭和26年4月1日 大津市に編入 | 大津市                      | 大津市                       | 大津市 |
| 栗 太 郡 | 太子村     | 太子村                | 太子村               | 下田上村                   | 下田上村                    | 下田上村                    | 下田上村                  | 昭和26年4月1日 大津市に編入 | 大津市                      | 大津市                       | 大津市 |
| 栗 太 郡 | 関津村     | 関津村                | 関津村               | 下田上村                   | 下田上村                    | 下田上村                    | 下田上村                  | 昭和26年4月1日 大津市に編入 | 大津市                      | 大津市                       | 大津市 |
| 栗 太 郡 | 曽束村     | 曽束村                | 曽束村               | 大石村                     | 大石村                      | 大石村                      | 大石村                    | 昭和26年4月1日 大津市に編入 | 大津市                      | 大津市                       | 大津市 |
| 栗 太 郡 | 小田原村   | 小田原村              | 小田原村             | 大石村                     | 大石村                      | 大石村                      | 大石村                    | 昭和26年4月1日 大津市に編入 | 大津市                      | 大津市                       | 大津市 |
| 栗 太 郡 | 竜門村     | 竜門村                | 竜門村               | 大石村                     | 大石村                      | 大石村                      | 大石村                    | 昭和26年4月1日 大津市に編入 | 大津市                      | 大津市                       | 大津市 |
| 栗 太 郡 | 淀村       | 淀村                  | 淀村                 | 大石村                     | 大石村                      | 大石村                      | 大石村                    | 昭和26年4月1日 大津市に編入 | 大津市                      | 大津市                       | 大津市 |
| 栗 太 郡 | 大石中村   | 大石中村              | 大石中村             | 大石村                     | 大石村                      | 大石村                      | 大石村                    | 昭和26年4月1日 大津市に編入 | 大津市                      | 大津市                       | 大津市 |
| 栗 太 郡 | 東村       | 東村                  | 東村                 | 大石村                     | 大石村                      | 大石村                      | 大石村                    | 昭和26年4月1日 大津市に編入 | 大津市                      | 大津市                       | 大津市 |
| 栗 太 郡 | 富川村     | 富川村                | 富川村               | 大石村                     | 大石村                      | 大石村                      | 大石村                    | 昭和26年4月1日 大津市に編入 | 大津市                      | 大津市                       | 大津市 |
| 滋 賀 郡 | 大津町     | 大津町                | 大津町               | 大津町                     | 明治31年10月1日 市制 大津市 | 大津市                      | 昭和8年4月1日 大津市      | 大津市                      | 大津市                      | 大津市                       | 大津市 |
| 滋 賀 郡 | 馬場町     | 馬場町                | 馬場町               | 大津町                     | 明治31年10月1日 市制 大津市 | 大津市                      | 昭和8年4月1日 大津市      | 大津市                      | 大津市                      | 大津市                       | 大津市 |
| 滋 賀 郡 | 松本村     | 松本村                | 松本村               | 大津町                     | 明治31年10月1日 市制 大津市 | 大津市                      | 昭和8年4月1日 大津市      | 大津市                      | 大津市                      | 大津市                       | 大津市 |
| 滋 賀 郡 | 藤尾村     | 藤尾村                | 藤尾村               | 大津町                     | 明治31年10月1日 市制 大津市 | 大津市                      | 昭和8年4月1日 大津市      | 大津市                      | 大津市                      | 大津市                       | 大津市 |
| 滋 賀 郡 | 五別所村   | 明治初年 改称 別所村  | 別所村               | 大津町                     | 明治31年10月1日 市制 大津市 | 大津市                      | 昭和8年4月1日 大津市      | 大津市                      | 大津市                      | 大津市                       | 大津市 |
| 滋 賀 郡 | 神出村     | 神出村                | 神出村               | 大津町                     | 明治31年10月1日 市制 大津市 | 大津市                      | 昭和8年4月1日 大津市      | 大津市                      | 大津市                      | 大津市                       | 大津市 |
| 滋 賀 郡 | 神出村     | 神出村                | 明治12年 分立 東浦村 | 大津町                     | 明治31年10月1日 市制 大津市 | 大津市                      | 昭和8年4月1日 大津市      | 大津市                      | 大津市                      | 大津市                       | 大津市 |
| 滋 賀 郡 | 山上村     | 山上村                | 山上村               | 滋賀村                     | 滋賀村                      | 昭和7年5月10日 大津市に編入 | 昭和8年4月1日 大津市      | 大津市                      | 大津市                      | 大津市                       | 大津市 |
| 滋 賀 郡 | 山上村     | 明治7年 分立 漣村     | 漣村                 | 滋賀村                     | 滋賀村                      | 昭和7年5月10日 大津市に編入 | 昭和8年4月1日 大津市      | 大津市                      | 大津市                      | 大津市                       | 大津市 |
| 滋 賀 郡 | 錦織村     | 錦織村                | 錦織村               | 滋賀村                     | 滋賀村                      | 昭和7年5月10日 大津市に編入 | 昭和8年4月1日 大津市      | 大津市                      | 大津市                      | 大津市                       | 大津市 |
| 滋 賀 郡 | 南滋賀村   | 南滋賀村              | 南滋賀村             | 滋賀村                     | 滋賀村                      | 昭和7年5月10日 大津市に編入 | 昭和8年4月1日 大津市      | 大津市                      | 大津市                      | 大津市                       | 大津市 |
| 滋 賀 郡 | 山中村     | 山中村                | 山中村               | 滋賀村                     | 滋賀村                      | 昭和7年5月10日 大津市に編入 | 昭和8年4月1日 大津市      | 大津市                      | 大津市                      | 大津市                       | 大津市 |
| 滋 賀 郡 | 赤塚村     | 赤塚村                | 明治12年 滋賀里村    | 滋賀村                     | 滋賀村                      | 昭和7年5月10日 大津市に編入 | 昭和8年4月1日 大津市      | 大津市                      | 大津市                      | 大津市                       | 大津市 |
| 滋 賀 郡 | 見世村     | 見世村                | 明治12年 滋賀里村    | 滋賀村                     | 滋賀村                      | 昭和7年5月10日 大津市に編入 | 昭和8年4月1日 大津市      | 大津市                      | 大津市                      | 大津市                       | 大津市 |
| 滋 賀 郡 | 別保村     | 別保村                | 別保村               | 膳所村                     | 明治34年7月20日 町制 膳所町 | 膳所町                      | 昭和8年4月1日 大津市      | 大津市                      | 大津市                      | 大津市                       | 大津市 |
| 滋 賀 郡 | 中ノ庄村   | 中ノ庄村              | 中ノ庄村             | 膳所村                     | 明治34年7月20日 町制 膳所町 | 膳所町                      | 昭和8年4月1日 大津市      | 大津市                      | 大津市                      | 大津市                       | 大津市 |
| 滋 賀 郡 | 膳所村     | 膳所村                | 膳所村               | 膳所村                     | 明治34年7月20日 町制 膳所町 | 膳所町                      | 昭和8年4月1日 大津市      | 大津市                      | 大津市                      | 大津市                       | 大津市 |
| 滋 賀 郡 | 木ノ下村   | 明治6年 錦村          | 錦村                 | 膳所村                     | 明治34年7月20日 町制 膳所町 | 膳所町                      | 昭和8年4月1日 大津市      | 大津市                      | 大津市                      | 大津市                       | 大津市 |
| 滋 賀 郡 | 西ノ庄村   | 明治6年 錦村          | 錦村                 | 膳所村                     | 明治34年7月20日 町制 膳所町 | 膳所町                      | 昭和8年4月1日 大津市      | 大津市                      | 大津市                      | 大津市                       | 大津市 |
| 滋 賀 郡 | 外畑村     | 外畑村                | 外畑村               | 石山村                     | 石山村                      | 昭和5年1月1日 町制 石山町   | 昭和8年4月1日 大津市      | 大津市                      | 大津市                      | 大津市                       | 大津市 |
| 滋 賀 郡 | 内畑村     | 内畑村                | 内畑村               | 石山村                     | 石山村                      | 昭和5年1月1日 町制 石山町   | 昭和8年4月1日 大津市      | 大津市                      | 大津市                      | 大津市                       | 大津市 |
| 滋 賀 郡 | 赤尾新田   | 明治7年 改称 赤尾村   | 赤尾村               | 石山村                     | 石山村                      | 昭和5年1月1日 町制 石山町   | 昭和8年4月1日 大津市      | 大津市                      | 大津市                      | 大津市                       | 大津市 |
| 滋 賀 郡 | 南郷村     | 南郷村                | 南郷村               | 石山村                     | 石山村                      | 昭和5年1月1日 町制 石山町   | 昭和8年4月1日 大津市      | 大津市                      | 大津市                      | 大津市                       | 大津市 |
| 滋 賀 郡 | 千町村     | 千町村                | 千町村               | 石山村                     | 石山村                      | 昭和5年1月1日 町制 石山町   | 昭和8年4月1日 大津市      | 大津市                      | 大津市                      | 大津市                       | 大津市 |
| 滋 賀 郡 | 平津村     | 平津村                | 平津村               | 石山村                     | 石山村                      | 昭和5年1月1日 町制 石山町   | 昭和8年4月1日 大津市      | 大津市                      | 大津市                      | 大津市                       | 大津市 |
| 滋 賀 郡 | 寺辺村     | 寺辺村                | 寺辺村               | 石山村                     | 石山村                      | 昭和5年1月1日 町制 石山町   | 昭和8年4月1日 大津市      | 大津市                      | 大津市                      | 大津市                       | 大津市 |
| 滋 賀 郡 | 国分村     | 国分村                | 国分村               | 石山村                     | 石山村                      | 昭和5年1月1日 町制 石山町   | 昭和8年4月1日 大津市      | 大津市                      | 大津市                      | 大津市                       | 大津市 |
| 滋 賀 郡 | 鳥居川村   | 鳥居川村              | 鳥居川村             | 石山村                     | 石山村                      | 昭和5年1月1日 町制 石山町   | 昭和8年4月1日 大津市      | 大津市                      | 大津市                      | 大津市                       | 大津市 |
| 滋 賀 郡 | 北大路村   | 北大路村              | 北大路村             | 石山村                     | 石山村                      | 昭和5年1月1日 町制 石山町   | 昭和8年4月1日 大津市      | 大津市                      | 大津市                      | 大津市                       | 大津市 |
| 滋 賀 郡 | 高畑村     | 明治7年 坂本村        | 坂本村               | 坂本村                     | 坂本村                      | 坂本村                      | 坂本村                    | 昭和26年4月1日 大津市に編入 | 大津市                      | 大津市                       | 大津市 |
| 滋 賀 郡 | 上坂本村   | 明治7年 坂本村        | 坂本村               | 坂本村                     | 坂本村                      | 坂本村                      | 坂本村                    | 昭和26年4月1日 大津市に編入 | 大津市                      | 大津市                       | 大津市 |
| 滋 賀 郡 | 穴太村     | 穴太村                | 穴太村               | 坂本村                     | 坂本村                      | 坂本村                      | 坂本村                    | 昭和26年4月1日 大津市に編入 | 大津市                      | 大津市                       | 大津市 |
| 滋 賀 郡 | 下坂本村   | 下坂本村              | 下坂本村             | 下阪本村                   | 下阪本村                    | 下阪本村                    | 下阪本村                  | 昭和26年4月1日 大津市に編入 | 大津市                      | 大津市                       | 大津市 |
| 滋 賀 郡 | 比叡辻村   | 比叡辻村              | 比叡辻村             | 下阪本村                   | 下阪本村                    | 下阪本村                    | 下阪本村                  | 昭和26年4月1日 大津市に編入 | 大津市                      | 大津市                       | 大津市 |
| 滋 賀 郡 | 苗鹿村     | 苗鹿村                | 苗鹿村               | 雄琴村                     | 雄琴村                      | 雄琴村                      | 雄琴村                    | 昭和26年4月1日 大津市に編入 | 大津市                      | 大津市                       | 大津市 |
| 滋 賀 郡 | 雄琴村     | 雄琴村                | 雄琴村               | 雄琴村                     | 雄琴村                      | 雄琴村                      | 雄琴村                    | 昭和26年4月1日 大津市に編入 | 大津市                      | 大津市                       | 大津市 |
| 滋 賀 郡 | 千野村     | 千野村                | 千野村               | 雄琴村                     | 雄琴村                      | 雄琴村                      | 雄琴村                    | 昭和26年4月1日 大津市に編入 | 大津市                      | 大津市                       | 大津市 |
| 滋 賀 郡 | 本堅田村   | 本堅田村              | 本堅田村             | 堅田村                     | 明治34年7月20日 町制 堅田町 | 堅田町                      | 堅田町                    | 昭和30年4月1日 堅田町       | 昭和42年4月1日 大津市に編入 | 大津市                       | 大津市 |
| 滋 賀 郡 | 今堅田村   | 今堅田村              | 今堅田村             | 堅田村                     | 明治34年7月20日 町制 堅田町 | 堅田町                      | 堅田町                    | 昭和30年4月1日 堅田町       | 昭和42年4月1日 大津市に編入 | 大津市                       | 大津市 |
| 滋 賀 郡 | 衣川村     | 衣川村                | 衣川村               | 堅田村                     | 明治34年7月20日 町制 堅田町 | 堅田町                      | 堅田町                    | 昭和30年4月1日 堅田町       | 昭和42年4月1日 大津市に編入 | 大津市                       | 大津市 |
| 滋 賀 郡 | 入江北新田 | 入江北新田            | 入江北新田           | 堅田村                     | 明治34年7月20日 町制 堅田町 | 堅田町                      | 堅田町                    | 昭和30年4月1日 堅田町       | 昭和42年4月1日 大津市に編入 | 大津市                       | 大津市 |
| 滋 賀 郡 | 入江南新田 | 入江南新田            | 入江南新田           | 堅田村                     | 明治34年7月20日 町制 堅田町 | 堅田町                      | 堅田町                    | 昭和30年4月1日 堅田町       | 昭和42年4月1日 大津市に編入 | 大津市                       | 大津市 |
| 滋 賀 郡 | 辻下村     | 明治7年 仰木村        | 仰木村               | 仰木村                     | 仰木村                      | 仰木村                      | 仰木村                    | 昭和30年4月1日 堅田町       | 昭和42年4月1日 大津市に編入 | 大津市                       | 大津市 |
| 滋 賀 郡 | 平尾村     | 明治7年 仰木村        | 仰木村               | 仰木村                     | 仰木村                      | 仰木村                      | 仰木村                    | 昭和30年4月1日 堅田町       | 昭和42年4月1日 大津市に編入 | 大津市                       | 大津市 |
| 滋 賀 郡 | 下仰木村   | 明治7年 仰木村        | 仰木村               | 仰木村                     | 仰木村                      | 仰木村                      | 仰木村                    | 昭和30年4月1日 堅田町       | 昭和42年4月1日 大津市に編入 | 大津市                       | 大津市 |
| 滋 賀 郡 | 上仰木村   | 明治7年 仰木村        | 仰木村               | 仰木村                     | 仰木村                      | 仰木村                      | 仰木村                    | 昭和30年4月1日 堅田町       | 昭和42年4月1日 大津市に編入 | 大津市                       | 大津市 |
| 滋 賀 郡 | 家田村     | 家田村                | 家田村               | 真野村                     | 真野村                      | 真野村                      | 真野村                    | 昭和30年4月1日 堅田町       | 昭和42年4月1日 大津市に編入 | 大津市                       | 大津市 |
| 滋 賀 郡 | 大野村     | 大野村                | 大野村               | 真野村                     | 真野村                      | 真野村                      | 真野村                    | 昭和30年4月1日 堅田町       | 昭和42年4月1日 大津市に編入 | 大津市                       | 大津市 |
| 滋 賀 郡 | 谷口村     | 谷口村                | 谷口村               | 真野村                     | 真野村                      | 真野村                      | 真野村                    | 昭和30年4月1日 堅田町       | 昭和42年4月1日 大津市に編入 | 大津市                       | 大津市 |
| 滋 賀 郡 | 真野浜新田 | 明治7年 真野村        | 真野村               | 真野村                     | 真野村                      | 真野村                      | 真野村                    | 昭和30年4月1日 堅田町       | 昭和42年4月1日 大津市に編入 | 大津市                       | 大津市 |
| 滋 賀 郡 | 真野北村   | 明治7年 真野村        | 真野村               | 真野村                     | 真野村                      | 真野村                      | 真野村                    | 昭和30年4月1日 堅田町       | 昭和42年4月1日 大津市に編入 | 大津市                       | 大津市 |
| 滋 賀 郡 | 真野浜村   | 明治7年 真野村        | 真野村               | 真野村                     | 真野村                      | 真野村                      | 真野村                    | 昭和30年4月1日 堅田町       | 昭和42年4月1日 大津市に編入 | 大津市                       | 大津市 |
| 滋 賀 郡 | 真野新田   | 明治7年 真野村        | 真野村               | 真野村                     | 真野村                      | 真野村                      | 真野村                    | 昭和30年4月1日 堅田町       | 昭和42年4月1日 大津市に編入 | 大津市                       | 大津市 |
| 滋 賀 郡 | 真野中村   | 明治7年 真野村        | 真野村               | 真野村                     | 真野村                      | 真野村                      | 真野村                    | 昭和30年4月1日 堅田町       | 昭和42年4月1日 大津市に編入 | 大津市                       | 大津市 |
| 滋 賀 郡 | 真野沢村   | 明治7年 真野村        | 真野村               | 真野村                     | 真野村                      | 真野村                      | 真野村                    | 昭和30年4月1日 堅田町       | 昭和42年4月1日 大津市に編入 | 大津市                       | 大津市 |
| 滋 賀 郡 | 普門村     | 普門村                | 普門村               | 真野村                     | 真野村                      | 真野村                      | 真野村                    | 昭和30年4月1日 堅田町       | 昭和42年4月1日 大津市に編入 | 大津市                       | 大津市 |
| 滋 賀 郡 | 佐川村     | 佐川村                | 佐川村               | 真野村                     | 真野村                      | 真野村                      | 真野村                    | 昭和30年4月1日 堅田町       | 昭和42年4月1日 大津市に編入 | 大津市                       | 大津市 |
| 滋 賀 郡 | 南庄村     | 南庄村                | 南庄村               | 伊香立村                   | 伊香立村                    | 伊香立村                    | 伊香立村                  | 昭和30年4月1日 堅田町       | 昭和42年4月1日 大津市に編入 | 大津市                       | 大津市 |
| 滋 賀 郡 | 生津村     | 生津村                | 生津村               | 伊香立村                   | 伊香立村                    | 伊香立村                    | 伊香立村                  | 昭和30年4月1日 堅田町       | 昭和42年4月1日 大津市に編入 | 大津市                       | 大津市 |
| 滋 賀 郡 | 上在地村   | 上在地村              | 上在地村             | 伊香立村                   | 伊香立村                    | 伊香立村                    | 伊香立村                  | 昭和30年4月1日 堅田町       | 昭和42年4月1日 大津市に編入 | 大津市                       | 大津市 |
| 滋 賀 郡 | 下在地村   | 下在地村              | 下在地村             | 伊香立村                   | 伊香立村                    | 伊香立村                    | 伊香立村                  | 昭和30年4月1日 堅田町       | 昭和42年4月1日 大津市に編入 | 大津市                       | 大津市 |
| 滋 賀 郡 | 北在地村   | 北在地村              | 北在地村             | 伊香立村                   | 伊香立村                    | 伊香立村                    | 伊香立村                  | 昭和30年4月1日 堅田町       | 昭和42年4月1日 大津市に編入 | 大津市                       | 大津市 |
| 滋 賀 郡 | 向在地村   | 向在地村              | 向在地村             | 伊香立村                   | 伊香立村                    | 伊香立村                    | 伊香立村                  | 昭和30年4月1日 堅田町       | 昭和42年4月1日 大津市に編入 | 大津市                       | 大津市 |
| 滋 賀 郡 | 途中村     | 途中村                | 途中村               | 伊香立村                   | 伊香立村                    | 伊香立村                    | 伊香立村                  | 昭和30年4月1日 堅田町       | 昭和42年4月1日 大津市に編入 | 大津市                       | 大津市 |
| 滋 賀 郡 | 上竜華村   | 上竜華村              | 上竜華村             | 伊香立村                   | 伊香立村                    | 伊香立村                    | 伊香立村                  | 昭和30年4月1日 堅田町       | 昭和42年4月1日 大津市に編入 | 大津市                       | 大津市 |
| 滋 賀 郡 | 下竜華村   | 下竜華村              | 下竜華村             | 伊香立村                   | 伊香立村                    | 伊香立村                    | 伊香立村                  | 昭和30年4月1日 堅田町       | 昭和42年4月1日 大津市に編入 | 大津市                       | 大津市 |
| 滋 賀 郡 | 坂下村     | 坂下村                | 坂下村               | 葛川村                     | 葛川村                      | 葛川村                      | 葛川村                    | 昭和30年4月1日 堅田町       | 昭和42年4月1日 大津市に編入 | 大津市                       | 大津市 |
| 滋 賀 郡 | 木戸口村   | 木戸口村              | 木戸口村             | 葛川村                     | 葛川村                      | 葛川村                      | 葛川村                    | 昭和30年4月1日 堅田町       | 昭和42年4月1日 大津市に編入 | 大津市                       | 大津市 |
| 滋 賀 郡 | 中村       | 中村                  | 中村                 | 葛川村                     | 葛川村                      | 葛川村                      | 葛川村                    | 昭和30年4月1日 堅田町       | 昭和42年4月1日 大津市に編入 | 大津市                       | 大津市 |
| 滋 賀 郡 | 坊村       | 坊村                  | 坊村                 | 葛川村                     | 葛川村                      | 葛川村                      | 葛川村                    | 昭和30年4月1日 堅田町       | 昭和42年4月1日 大津市に編入 | 大津市                       | 大津市 |
| 滋 賀 郡 | 町居村     | 町居村                | 町居村               | 葛川村                     | 葛川村                      | 葛川村                      | 葛川村                    | 昭和30年4月1日 堅田町       | 昭和42年4月1日 大津市に編入 | 大津市                       | 大津市 |
| 滋 賀 郡 | 梅ノ木村   | 梅ノ木村              | 梅ノ木村             | 葛川村                     | 葛川村                      | 葛川村                      | 葛川村                    | 昭和30年4月1日 堅田町       | 昭和42年4月1日 大津市に編入 | 大津市                       | 大津市 |
| 滋 賀 郡 | 貫井村     | 貫井村                | 貫井村               | 葛川村                     | 葛川村                      | 葛川村                      | 葛川村                    | 昭和30年4月1日 堅田町       | 昭和42年4月1日 大津市に編入 | 大津市                       | 大津市 |
| 滋 賀 郡 | 細川村     | 細川村                | 細川村               | 葛川村                     | 葛川村                      | 葛川村                      | 葛川村                    | 昭和30年4月1日 堅田町       | 昭和42年4月1日 大津市に編入 | 大津市                       | 大津市 |
| 滋 賀 郡 | 小野村     | 小野村                | 小野村               | 和邇村                     | 和邇村                      | 和邇村                      | 和邇村                    | 昭和30年10月1日 志賀町      | 志賀町                      | 平成18年3月20日 大津市に編入 | 大津市 |
| 滋 賀 郡 | 和邇中村   | 明治8年 榎村          | 明治13年 和邇中村    | 和邇村                     | 和邇村                      | 和邇村                      | 和邇村                    | 昭和30年10月1日 志賀町      | 志賀町                      | 平成18年3月20日 大津市に編入 | 大津市 |
| 滋 賀 郡 | 今宿村     | 明治8年 榎村          | 明治13年 今宿村      | 和邇村                     | 和邇村                      | 和邇村                      | 和邇村                    | 昭和30年10月1日 志賀町      | 志賀町                      | 平成18年3月20日 大津市に編入 | 大津市 |
| 滋 賀 郡 | 高城村     | 高城村                | 高城村               | 和邇村                     | 和邇村                      | 和邇村                      | 和邇村                    | 昭和30年10月1日 志賀町      | 志賀町                      | 平成18年3月20日 大津市に編入 | 大津市 |
| 滋 賀 郡 | 南浜村     | 南浜村                | 南浜村               | 和邇村                     | 和邇村                      | 和邇村                      | 和邇村                    | 昭和30年10月1日 志賀町      | 志賀町                      | 平成18年3月20日 大津市に編入 | 大津市 |
| 滋 賀 郡 | 中浜村     | 中浜村                | 中浜村               | 和邇村                     | 和邇村                      | 和邇村                      | 和邇村                    | 昭和30年10月1日 志賀町      | 志賀町                      | 平成18年3月20日 大津市に編入 | 大津市 |
| 滋 賀 郡 | 北浜村     | 北浜村                | 北浜村               | 和邇村                     | 和邇村                      | 和邇村                      | 和邇村                    | 昭和30年10月1日 志賀町      | 志賀町                      | 平成18年3月20日 大津市に編入 | 大津市 |
| 滋 賀 郡 | 栗原村     | 栗原村                | 栗原村               | 和邇村                     | 和邇村                      | 和邇村                      | 和邇村                    | 昭和30年10月1日 志賀町      | 志賀町                      | 平成18年3月20日 大津市に編入 | 大津市 |
| 滋 賀 郡 | 南船路村   | 南船路村              | 南船路村             | 木戸村                     | 木戸村                      | 木戸村                      | 木戸村                    | 昭和30年10月1日 志賀町      | 志賀町                      | 平成18年3月20日 大津市に編入 | 大津市 |
| 滋 賀 郡 | 北船路村   | 明治7年 八屋戸村      | 八屋戸村             | 木戸村                     | 木戸村                      | 木戸村                      | 木戸村                    | 昭和30年10月1日 志賀町      | 志賀町                      | 平成18年3月20日 大津市に編入 | 大津市 |
| 滋 賀 郡 | 守山村     | 明治7年 八屋戸村      | 八屋戸村             | 木戸村                     | 木戸村                      | 木戸村                      | 木戸村                    | 昭和30年10月1日 志賀町      | 志賀町                      | 平成18年3月20日 大津市に編入 | 大津市 |
| 滋 賀 郡 | 木戸村     | 木戸村                | 木戸村               | 木戸村                     | 木戸村                      | 木戸村                      | 木戸村                    | 昭和30年10月1日 志賀町      | 志賀町                      | 平成18年3月20日 大津市に編入 | 大津市 |
| 滋 賀 郡 | 荒川村     | 荒川村                | 荒川村               | 木戸村                     | 木戸村                      | 木戸村                      | 木戸村                    | 昭和30年10月1日 志賀町      | 志賀町                      | 平成18年3月20日 大津市に編入 | 大津市 |
| 滋 賀 郡 | 大物村     | 大物村                | 大物村               | 木戸村                     | 木戸村                      | 木戸村                      | 木戸村                    | 昭和30年10月1日 志賀町      | 志賀町                      | 平成18年3月20日 大津市に編入 | 大津市 |
| 滋 賀 郡 | 南比良村   | 南比良村              | 南比良村             | 木戸村                     | 木戸村                      | 木戸村                      | 木戸村                    | 昭和30年10月1日 志賀町      | 志賀町                      | 平成18年3月20日 大津市に編入 | 大津市 |
| 滋 賀 郡 | 北比良村   | 北比良村              | 北比良村             | 小松村                     | 小松村                      | 小松村                      | 小松村                    | 昭和30年10月1日 志賀町      | 志賀町                      | 平成18年3月20日 大津市に編入 | 大津市 |
| 滋 賀 郡 | 南小松村   | 南小松村              | 南小松村             | 小松村                     | 小松村                      | 小松村                      | 小松村                    | 昭和30年10月1日 志賀町      | 志賀町                      | 平成18年3月20日 大津市に編入 | 大津市 |
| 滋 賀 郡 | 北小松村   | 北小松村              | 北小松村             | 小松村                     | 小松村                      | 小松村                      | 小松村                    | 昭和30年10月1日 志賀町      | 志賀町                      | 平成18年3月20日 大津市に編入 | 大津市 |

## 政治

### 行政

#### 市長
- 市長：佐藤健司（2020年1月25日就任、2期目）[22]

歴代市長
| 代   | 市長       | 就任                       | 退任                       | 備考                                 |
| ---- | ---------- | -------------------------- | -------------------------- | ------------------------------------ |
| 初代 | 西村文四郎 | 1899年（明治32年）1月24日  | 1901年（明治34年）7月6日   | 大津町長から横滑り                   |
| 02代 | 酒井岩造   | 1901年（明治34年）8月29日  | 1901年（明治34年）12月17日 |                                      |
| 03代 | 村田虎次郎 | 1902年（明治35年）4月9日   | 1908年（明治41年）1月10日  |                                      |
| 04代 | 西川太治郎 | 1908年（明治41年）4月9日   | 1910年（明治43年）11月7日  |                                      |
| 05代 | 田村善七   | 1911年（明治44年）2月18日  | 1912年（大正元年）8月13日  |                                      |
| 06代 | 小川静次郎 | 1913年（大正2年）1月16日   | 1914年（大正3年）11月2日   |                                      |
| 07代 | 藤沢弥三郎 | 1915年（大正4年）11月1日   | 1916年（大正5年）12月27日  |                                      |
| 08代 | 服部慶太郎 | 1917年（大正6年）7月25日   | 1918年（大正7年）4月15日   |                                      |
| 09代 | 今屋友次郎 | 1918年（大正7年）9月11日   | 1922年（大正11年）9月10日  |                                      |
| 10代 | 中井荘七   | 1922年（大正11年）10月7日  | 1926年（大正15年）10月6日  |                                      |
| 11代 | 奥野英太郎 | 1926年（大正15年）11月6日  | 1929年（昭和4年）11月4日   |                                      |
| 12代 | 西田与三郎 | 1930年（昭和5年）11月22日  | 1933年（昭和8年）3月31日   | 新設合併による旧・大津市廃止ため失職 |
| 13代 | 堀田義次郎 | 1933年（昭和8年）6月21日   | 1942年（昭和17年）11月19日 |                                      |
| 14代 | 早川清三   | 1942年（昭和17年）11月19日 | 1946年（昭和21年）11月18日 |                                      |
| 15代 | 森建一     | 1946年（昭和21年）12月14日 | 1947年（昭和22年）4月7日   |                                      |
| 16代 | 森田象一   | 1947年（昭和22年）4月7日   | 1949年（昭和24年）8月12日  | 健康上の理由により辞職               |
| 17代 | 佐治誠吉   | 1949年（昭和24年）9月9日   | 1952年（昭和27年）9月4日   | 衆院選出馬のため辞職                 |
| 18代 | 上原茂次   | 1952年（昭和27年）10月14日 | 1964年（昭和39年）10月4日  |                                      |
| 19代 | 西田善一   | 1964年（昭和39年）10月6日  | 1972年（昭和47年）10月4日  |                                      |
| 20代 | 山田耕三郎 | 1972年（昭和47年）10月6日  | 1980年（昭和55年）4月15日  | 参院選出馬のため辞職                 |
| 21代 | 山田豊三郎 | 1980年（昭和55年）6月15日  | 2003年（平成16年）12月26日 | 健康上の理由により辞職               |
| 22代 | 目片信     | 2004年（平成16年）1月25日  | 2012年（平成24年）1月24日  |                                      |
| 23代 | 越直美     | 2012年（平成24年）1月25日  | 2020年（令和2年）1月24日   |                                      |
| 24代 | 佐藤健司   | 2020年（令和2年）1月25日   |                            |                                      |

#### 行政機構
行政機構については、大津市役所を参照。

### 議会

#### 市議会
大津市議会

#### 県議会
滋賀県議会
- 2023年滋賀県議会議員選挙
  - 選挙区：大津市選挙区
  - 定数：10人
  - 投票日：2023年4月9日
  - 当日有権者数：281,082人
  - 投票率：43.29％

| 候補者名   | 当落 | 年齢 | 所属党派     | 新旧別 | 得票数   | 備考 |
| ---------- | ---- | ---- | ------------ | ------ | -------- | ---- |
| 目片信悟   | 当   | 57   | 自由民主党   | 現     | 14,425票 |      |
| 河村浩史   | 当   | 41   | 日本維新の会 | 新     | 13,843票 |      |
| 桐田真人   | 当   | 46   | 自由民主党   | 現     | 11,436票 |      |
| 河井昭成   | 当   | 49   | チームしが   | 現     | 9,685票  |      |
| 桑野仁     | 当   | 64   | 自由民主党   | 現     | 9,023票  |      |
| 節木三千代 | 当   | 64   | 日本共産党   | 現     | 8,896票  |      |
| 野田武宏   | 当   | 39   | チームしが   | 新     | 8,648票  |      |
| 清水ひとみ | 当   | 63   | 公明党       | 現     | 8,628票  |      |
| 佐口佳恵   | 当   | 49   | チームしが   | 現     | 8,573票  |      |
| 岩崎和也   | 当   | 46   | 公明党       | 新     | 7,286票  |      |
| 黄野瀬明子 | 落   | 40   | 日本共産党   | 現     | 6,357票  |      |
| 井内律子   | 落   | 55   | 自由民主党   | 新     | 6,089票  |      |
| 片岡真     | 落   | 31   | 参政党       | 新     | 5,621票  |      |
| 徳田直樹   | 落   | 51   | 無所属       | 新     | 1,490票  |      |

- 2019年滋賀県議会議員選挙
  - 選挙区：大津市選挙区
  - 定数：10人
  - 投票日：2019年4月7日
  - 当日有権者数：278,112人
  - 投票率：42.38％

| 候補者名   | 当落 | 年齢 | 所属党派   | 新旧別 | 得票数   | 備考                         |
| ---------- | ---- | ---- | ---------- | ------ | -------- | ---------------------------- |
| 佐藤健司   | 当   | 46   | 自由民主党 | 現     | 13,811票 | 2020年の市長選に立候補し辞職 |
| 目片信悟   | 当   | 53   | 自由民主党 | 現     | 13,211票 | 2015年の県議選は無所属で当選 |
| 河井昭成   | 当   | 45   | チームしが | 新     | 12,517票 |                              |
| 清水ひとみ | 当   | 59   | 公明党     | 新     | 9,632票  | 前市議                       |
| 成田政隆   | 当   | 44   | チームしが | 現     | 9,570票  |                              |
| 佐口佳恵   | 当   | 45   | 立憲民主党 | 新     | 9,412票  |                              |
| 節木三千代 | 当   | 60   | 日本共産党 | 現     | 8,752票  |                              |
| 中村才次郎 | 当   | 59   | 公明党     | 現     | 8,722票  |                              |
| 黄野瀬明子 | 当   | 36   | 日本共産党 | 新     | 7,935票  |                              |
| 桑野仁     | 当   | 60   | 自由民主党 | 現     | 7,555票  |                              |
| 山本進一   | 落   | 64   | 自由民主党 | 現     | 7,528票  |                              |
| 佐野高典   | 落   | 70   | 自由民主党 | 現     | 7,429票  |                              |

- 2018年滋賀県議会議員補欠選挙
  - 選挙区：大津市選挙区
  - 定数：1人
  - 投票日：2018年6月24日
  - 当日有権者数：277,377人
  - 投票率：40.00％

| 候補者名   | 当落 | 年齢 | 所属党派             | 新旧別 | 得票数   | 備考   |
| ---------- | ---- | ---- | -------------------- | ------ | -------- | ------ |
| 桑野仁     | 当   | 59   | 自由民主党           | 新     | 45,711票 | 前市議 |
| 河井昭成   | 落   | 44   | 滋賀の未来を考える会 | 新     | 39,325票 | 前市議 |
| 黄野瀬明子 | 落   | 35   | 日本共産党           | 新     | 22,777票 |        |

- 2015年滋賀県議会議員選挙
  - 選挙区：大津市選挙区
  - 定数：10人
  - 投票日：2015年4月12日
  - 当日有権者数：269,294人
  - 投票率：44.82％

| 候補者名   | 当落 | 年齢 | 所属党派   | 新旧別 | 得票数   | 備考                         |
| ---------- | ---- | ---- | ---------- | ------ | -------- | ---------------------------- |
| 佐藤健司   | 当   | 42   | 自由民主党 | 現     | 15,827票 | 2011年の県議選は無所属で当選 |
| 蔦田恵子   | 当   | 53   | 無所属     | 現     | 12,276票 | 2015年11月27日に辞職         |
| 節木三千代 | 当   | 57   | 日本共産党 | 元     | 10,744票 |                              |
| 佐野高典   | 当   | 66   | 自由民主党 | 現     | 10,492票 |                              |
| 成田政隆   | 当   | 40   | 民主党     | 現     | 9,732票  |                              |
| 中村才次郎 | 当   | 55   | 公明党     | 新     | 9,096票  |                              |
| 柴田智恵美 | 当   | 58   | 民主党     | 現     | 8,988票  |                              |
| 粉川清美   | 当   | 61   | 公明党     | 現     | 8,611票  |                              |
| 目片信悟   | 当   | 49   | 無所属     | 現     | 8,597票  |                              |
| 山本進一   | 当   | 60   | 自由民主党 | 現     | 7,709票  |                              |
| 黄野瀬明子 | 落   | 32   | 日本共産党 | 新     | 7,480票  |                              |
| 沢田享子   | 落   | 66   | 無所属     | 現     | 6,839票  |                              |
| 宮尾孝三郎 | 落   | 46   | 無所属     | 新     | 2,611票  |                              |

#### 国会
衆議院
- 選挙区：滋賀1区（大津市、高島市）
- 任期：2021年10月31日 - 2025年10月30日
- 当日有権者数：324,354人
- 投票率：58.90％

| 当落 | 候補者名       | 年齢 | 所属党派                            | 新旧別 | 得票数   | 重複 |
| ---- | -------------- | ---- | ----------------------------------- | ------ | -------- | ---- |
| 当   | 大岡敏孝       | 49   | 自由民主党                          | 前     | 97,482票 | ○    |
| 比当 | 斎藤アレックス | 36   | 国民民主党                          | 新     | 84,106票 | ○    |
|      | 日高千穂       | 77   | NHKと裁判してる党弁護士法72条違反で | 新     | 5,092票  | ○    |

## 出先機関・施設

### 国家機関

#### 裁判所
- 大津地方裁判所
- 大津家庭裁判所
- 大津簡易裁判所

#### 警察庁
- 近畿管区警察局滋賀県情報通信部

#### 総務省
- 近畿管区行政評価局滋賀行政監視行政相談センター

#### 法務省
- 大津地方法務局
- 滋賀刑務所
- 大津少年鑑別所
- 大津保護観察所
- 出入国在留管理庁大阪出入国在留管理局大津出張所
- 大津地方検察庁
- 大津区検察庁

#### 財務省
- 近畿財務局大津財務事務所
- 国税庁大阪国税局大津税務署

#### 厚生労働省
- 近畿厚生局滋賀事務所
- 滋賀労働局
  - 大津労働基準監督署
  - 大津公共職業安定所

#### 農林水産省
- 近畿農政局滋賀県拠点
- 林野庁近畿中国森林管理局滋賀森林管理署

#### 国土交通省
- 近畿地方整備局滋賀国道事務所
  - 堅田維持出張所
- 近畿地方整備局琵琶湖河川事務所
  - 瀬田川出張所

#### 防衛省
- 自衛隊滋賀地方協力本部
- 陸上自衛隊大津駐屯地（中部方面混成団などが所在）

### 県政機関

#### 警察
- 滋賀県警察
  - 大津警察署 - 市域中心部・東部・南部を管轄とする。
  - 大津北警察署 - 主に市域北部（堅田、真野、旧志賀町域など）を管轄する。

### 市政機関

#### 消防
- 大津市消防局

## 対外関係

### 姉妹都市・提携都市

#### 国内
- 小京都

大津市は「大津京」「大津宮」など、古都だった歴史がある。かつては全国京都会議に過去に加盟していたが、2014年に脱退した。

#### 海外
姉妹都市
| 都市名             | 国名             | 地域名       | 提携年月日                |
| ------------------ | ---------------- | ------------ | ------------------------- |
| ランシング市       | アメリカ合衆国   | ミシガン州   | 1969年（昭和44年）10月1日 |
| インターラーケン市 | スイス連邦       | ベルン州     | 1978年（昭和53年）10月1日 |
| ヴュルツブルク市   | ドイツ連邦共和国 | バイエルン州 | 1979年（昭和54年）2月13日 |
| 牡丹江市           | 中華人民共和国   | 黒竜江省     | 1984年（昭和59年）12月3日 |
| 亀尾市             | 大韓民国         | 慶尚北道     | 1990年（平成2年）4月12日  |

## 経済
伝統産業として、大津絵・大津算盤・松本瓦（桟瓦、簡略瓦）・膳所焼・湖南焼などがある。

### 第一次産業

#### 漁業
- 鮒寿司
- 湖魚の佃煮
- 瀬田しじみ

主な漁港
- 堅田港
- 瀬田漁港

#### 農業
- 湯葉
- 食用菊
- 膳所茶 - 黒船来航時、船上でペリーに供された際に気に入られ、のちに対米輸出品目第1号となった。

### 第二次産業

#### 工業
拠点を置く企業
- パナソニック 滋賀事業場・瀬田工場
- 東レ 滋賀事業場・滋賀工場
- 東洋紡 総合研究所・大津医薬工場
- カネカ 滋賀工場
- ルネサス セミコンダクタ マニュファクチュアリング 滋賀工場（旧・ルネサス関西セミコンダクタ）→2021年8月31日付で閉鎖。
- 日本電気硝子 本社・大津事業場
- 綾羽 大津本社
- オプテックスグループ 本社
- エネサーブ 本社
- 島津産機システムズ（島津製作所グループ）
- 日本精工 大津工場
- ハン六 本社
- 滋賀硝子
- 東横化学 大津営業所
- 株式会社自然産業研究所
- 叶 匠壽庵 本社・本店
- 杢兵衛造船所
- IHI回転機械エンジニアリング 堅田事業所
- ローム株式会社 滋賀工場

### 第三次産業

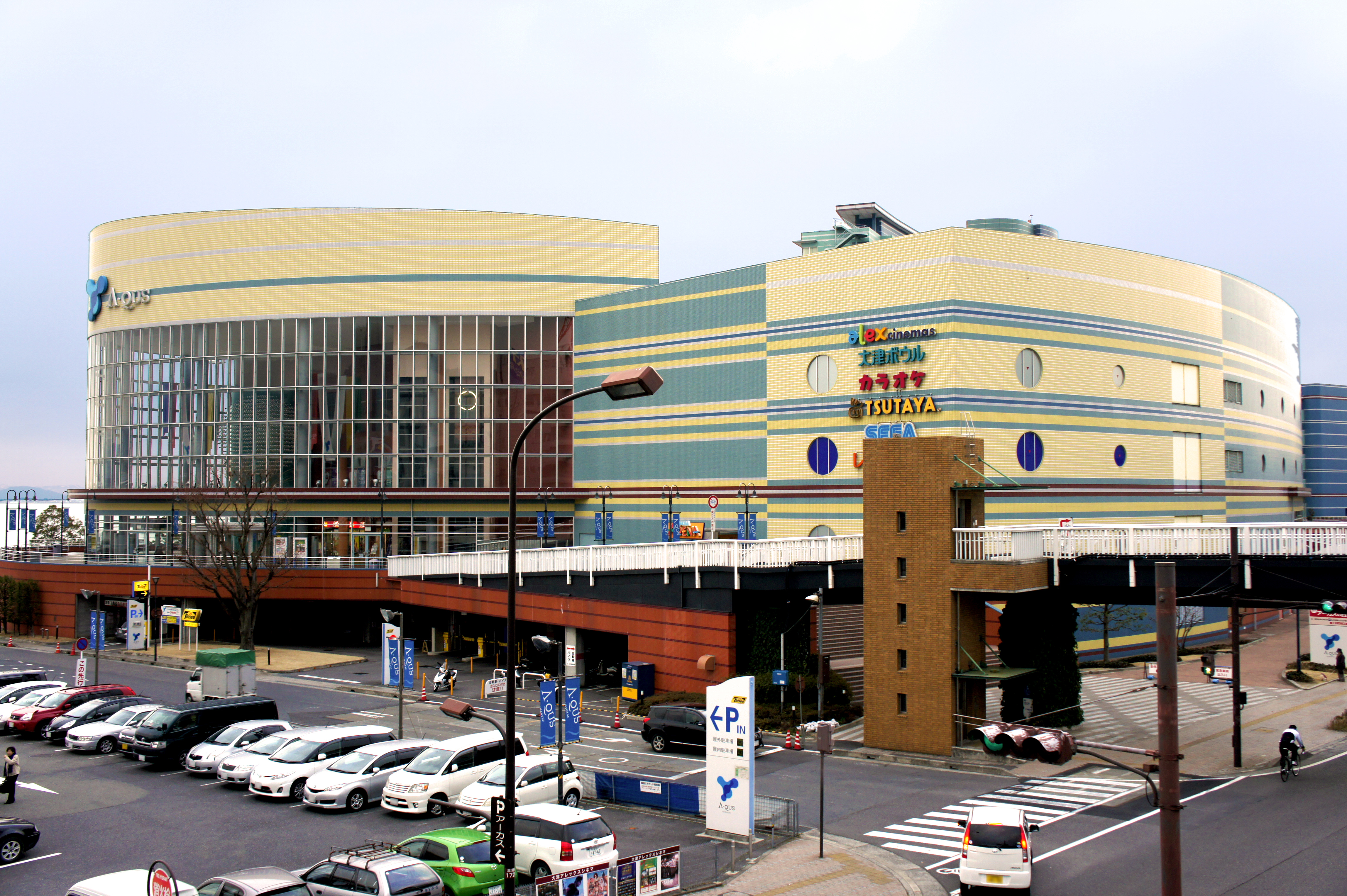
浜大津アーカス

#### 商業
主な商業施設
- フォレオ大津一里山
- ブランチ大津京
- イオンスタイル大津京
- Oh!Me大津テラス
- アル・プラザ堅田店
- 浜大津アーカス
- イズミヤスーパーセンター堅田店
- アル・プラザ瀬田店

### 金融機関
本店を置く金融機関
- 滋賀銀行
- 滋賀県信用農業協同組合連合会（JAバンク滋賀信連）
- レーク滋賀農業協同組合（JAレーク滋賀）［旧JAレーク大津］
- 滋賀県民信用組合

営業拠点を置く主な金融機関
- 関西みらい銀行びわこ営業部（旧：びわこ銀行本店）
- 京都銀行
- 福井銀行
- 京都中央信用金庫
- 京都信用金庫
- みずほ銀行
- 三井住友信託銀行（旧：中央三井信託銀行）
- 日本政策金融公庫
- 商工組合中央金庫
- 日本振興銀行

## 情報・生活

### マスメディア

#### 新聞社
- 京都新聞社滋賀本社
- 中日新聞社大津支局
- 朝日新聞社大津総局
- 毎日新聞社大津支局
- 読売新聞大阪本社大津支局
- 産業経済新聞社（産経新聞）大津支局
- 日本経済新聞社大津支局

#### 放送局
テレビ局
- NHK大津放送局
- びわ湖放送（独立UHF局）
- ZTV滋賀支社・大津放送局（ケーブルテレビ局、旧・滋賀ケーブルネットワーク）

ラジオ局
- NHK大津放送局（AM・FM）
- エフエム滋賀（e-radio、JFN系列）
- FMおおつ（コミュニティ放送）

### ライフライン

#### 電力
- 関西電力

#### ガス
- 大津市企業局
- 大阪ガス

#### 上下水道
- 大津市企業局

#### 電信
- NTT西日本

## 教育・研究機関

### 大学・短大
- 滋賀大学大津キャンパス（平津）
- 滋賀医科大学（瀬田月輪町）
- 龍谷大学瀬田キャンパス（瀬田大江町）
- 成安造形大学（仰木の里東）
- びわこ成蹊スポーツ大学（北比良）
- 滋賀短期大学（竜が丘）
- 大谷大学湖西キャンパス（雄琴）

### 高等学校
- 滋賀県立石山高等学校（国分）
- 滋賀県立大津高等学校（馬場）
- 滋賀県立大津商業高等学校（御陵町）
- 滋賀県立大津清陵高等学校（大平）
- 滋賀県立堅田高等学校（本堅田）
- 滋賀県立北大津高等学校（仰木の里）
- 滋賀県立膳所高等学校（膳所）
- 滋賀県立瀬田工業高等学校（神領）
- 滋賀県立東大津高等学校（瀬田南大萱町）
- 比叡山高等学校（坂本） - 私立（学校法人延暦寺学園）
- 滋賀短期大学附属高等学校（朝日が丘） - 私立（学校法人純美禮学園）
- 幸福の科学学園関西高等学校（仰木の里東） - 私立（学校法人幸福の科学学園）

### 中学校
- 滋賀大学教育学部附属中学校（昭和町）
- 大津市立青山中学校（青山）
- 大津市立粟津中学校（晴嵐）
- 大津市立伊香立中学校（伊香立下在地町）
- 大津市立石山中学校（平津）
- 大津市立打出中学校（本宮）
- 大津市立仰木中学校（仰木の里）
- 大津市立皇子山中学校（尾花川）
- 大津市立堅田中学校（本堅田）
- 大津市立葛川中学校（葛川中村町）
- 大津市立唐崎中学校（唐崎）
- 大津市立北大路中学校（北大路）
- 大津市立志賀中学校（南船路）
- 大津市立瀬田中学校（大江）
- 大津市立瀬田北中学校（大将軍）
- 大津市立田上中学校（新免）
- 大津市立南郷中学校（赤尾町）
- 大津市立日吉中学校（下阪本）
- 大津市立真野中学校（清風町）
- 比叡山中学校（坂本） - 私立（学校法人延暦寺学園）
- 幸福の科学学園関西中学校（仰木の里東） - 私立（学校法人幸福の科学学園）

### 小学校
- 滋賀大学教育学部附属小学校（昭和町）
- 大津市立青山小学校（青山）
- 大津市立伊香立小学校（伊香立生津町）
- 大津市立石山小学校（石山寺）
- 大津市立仰木小学校（仰木）
- 大津市立仰木の里小学校（仰木の里）
- 大津市立仰木の里東小学校（仰木の里東）
- 大津市立大石小学校（大石東町）
- 大津市立逢坂小学校（音羽台）
- 大津市立雄琴小学校（雄琴）
- 大津市立小野小学校（小野水明）
- 大津市立堅田小学校（本堅田）
- 大津市立葛川小学校（葛川中村町）
- 大津市立上田上小学校（平野）
- 大津市立唐崎小学校（際川）
- 大津市立木戸小学校（荒川）
- 大津市立小松小学校（南小松）
- 大津市立坂本小学校（坂本）
- 大津市立志賀小学校（南志賀）
- 大津市立下阪本小学校（下阪本）
- 大津市立晴嵐小学校（光が丘町）
- 大津市立膳所小学校（中庄）
- 大津市立瀬田小学校（大江）
- 大津市立瀬田北小学校（大将軍）
- 大津市立瀬田東小学校（一里山）
- 大津市立瀬田南小学校（三大寺）
- 大津市立田上小学校（里）
- 大津市立中央小学校（島の関）
- 大津市立長等小学校（大門通）
- 大津市立南郷小学校（南郷）
- 大津市立比叡平小学校（比叡平）
- 大津市立日吉台小学校（日吉台）
- 大津市立平野小学校（馬場）
- 大津市立藤尾小学校（茶戸町）
- 大津市立富士見小学校（富士見台）
- 大津市立真野小学校（真野）
- 大津市立真野北小学校（緑町）
- 大津市立和邇小学校（和邇中）

### 幼稚園・保育園
- 滋賀大教育学部附属幼稚園（国立・昭和町）
- 志賀北幼稚園（荒川）
- 志賀南幼稚園（和邇今宿）
- 伊香立幼稚園（伊香立下在地町）
- 真野幼稚園（真野）
- 真野北幼稚園（緑町）
- 堅田幼稚園（本堅田）
- 仰木幼稚園（仰木）
- 仰木の里幼稚園（仰木の里）
- 仰木の里東幼稚園（仰木の里）
- 雄琴幼稚園（雄琴）
- 日吉台幼稚園（日吉台）
- 坂本幼稚園（坂本）
- 下阪本幼稚園（下阪本）
- 唐崎幼稚園（際川）
- 志賀幼稚園（勧学）
- 比叡平幼稚園（比叡平）
- 長等幼稚園（三井寺）
- 逢坂幼稚園（音羽台）
- 大津幼稚園（島の関）
- 平野幼稚園（馬場）
- 膳所幼稚園（中庄）
- 富士見幼稚園（富士見台）
- 晴嵐幼稚園（鳥居川町）
- 石山幼稚園（石山寺）
- 南郷幼稚園（南郷）
- 大石幼稚園（大石中）
- 田上幼稚園（関津）
- 上田上幼稚園（平野）
- 青山幼稚園（青山）
- 瀬田南幼稚園（三大寺）
- 瀬田幼稚園（大江）
- 瀬田東幼稚園（一里山）
- 瀬田北幼稚園（大将軍）
- 比叡山幼稚園（私立・坂本）
- 愛光幼稚園（私立・末広町）
- 滋賀短大附属幼稚園（私立・竜が丘）
- 聖母幼稚園（私立・馬場）
- 聖愛幼稚園（私立・中庄）
- 清和幼稚園（私立・栄町）
- 比良保育園（南比良）
- 和邇保育園（和邇中）
- 伊香立保育園（伊香立下龍華町）
- 堅田保育園（本堅田）
- 天神山保育園（本堅田）
- 唐崎保育園（際川）
- ひえい平保育園（比叡平）
- 皇子が丘保育園（皇子が丘）
- 逢坂保育園（音羽台）
- 朝日が丘保育園（朝日が丘）
- 膳所保育園（昭和町）
- 晴嵐保育園（光が丘）
- 大平保育園（大平）
- 瀬田南保育園（三大寺）

### その他の教育機関
- 日本フィンランド学校（新免）
- 滋賀朝鮮初中級学校（木下町）
- 滋賀大学教育学部附属特別支援学校（際川）
- 滋賀県立北大津養護学校（伊香立向在地町）
- 滋賀県立守山養護学校大津分校（長等）
- 大津赤十字看護専門学校（小関町）
- 全国市町村国際文化研修所（唐崎）

## 交通
市の中心となる駅は大津駅であるが、市内で乗降客数が最も多い駅は石山駅である。

### 鉄道
- 中心となる駅：JR大津駅

#### 鉄道路線
西日本旅客鉄道（JR西日本）
- 琵琶湖線（東海道本線）
  - （京都市山科区） - 大津駅 - 膳所駅 - 石山駅 - 瀬田駅 - （草津市）
- 湖西線
  - （京都市山科区） - 大津京駅 - 唐崎駅 - 比叡山坂本駅 - おごと温泉駅 - 堅田駅 - 小野駅 - 和邇駅 - 蓬萊駅 - 志賀駅 - 比良駅 - 近江舞子駅 - 北小松駅 - （高島市）

京阪電気鉄道（京阪大津線）
- 京津線
  - （京都市山科区） - 追分駅 - 大谷駅 - 上栄町駅 - びわ湖浜大津駅
- 石山坂本線
  - 坂本比叡山口駅 - 松ノ馬場駅 - 穴太駅 - 滋賀里駅 - 南滋賀駅 - 近江神宮前駅 - 京阪大津京駅 - 大津市役所前駅 - 三井寺駅 - びわ湖浜大津駅 - 島ノ関駅 - 石場駅 - 京阪膳所駅 - 錦駅 - 膳所本町駅 - 中ノ庄駅 - 瓦ヶ浜駅 - 粟津駅 - 京阪石山駅 - 唐橋前駅 - 石山寺駅（全線市内）

#### 鋼索鉄道
- 比叡山鉄道比叡山鉄道線 （坂本ケーブル）
  - ケーブル坂本駅 - ほうらい丘駅 - もたて山駅 - ケーブル延暦寺駅

#### 索道
- びわ湖バレイロープウェイ（民営）

### バス

#### 路線バス
- 京阪バス：市北部を除く区域で営業している。
- 近江鉄道バス：市北部を除く区域で営業している。
- 帝産湖南交通：主に市東部の区域で営業している。
- 江若交通：主に市北部の区域で営業している。
- 京都バス：出町柳駅（京都市） - 葛川地区 - 朽木（高島市） ※季節運転
- 甲賀市コミュニティバス：石山寺駅、大石小学校 - 信楽駅（甲賀市） ※大津市内への乗り入れは一部のみ

#### 高速バス
現在は大津市内に発着する路線は以下の夜行高速バス1路線のみ。
千葉中央バス
- 千葉市（鎌取駅・鎌取IC・海浜幕張駅）・浦安市（TDR・TDS）・船橋市（西船橋駅）・東京（東京スカイツリータウン・京成上野駅） - 大津市（大津駅）

### 道路

#### 高速自動車国道
- 名神高速道路
  - 大津IC / 大津SA  - 大津SAは日本初のサービスエリアである。
  - 瀬田西IC
  - 瀬田東JCT / 瀬田東IC
- 新名神高速道路（本線）
  - 大津JCT（仮称・未供用）
  - 新名神大津SIC / 大津SA（仮称・未供用） - 大津SAは名神高速のもとは異なる。
- 新名神高速道路（大津連絡路）
  - 大津JCT（仮称・未供用）
  - 草津田上IC - ランプの一部が大津市に含まれるが、所在地（住所）は草津市にある。

#### 国道
- 国道1号
- 国道1号（京滋バイパス）
  - 南郷IC
  - 石山IC
  - 瀬田東IC
- 国道8号（国道1号と重複）
- 国道161号
- 国道161号（琵琶湖西縦貫道路）
  - 西大津バイパス
    - 藤尾南ランプ
    - 藤尾北ランプ
    - 藤尾奥町ランプ
    - 皇子山ランプ
    - 南志賀ランプ
    - 近江神宮ランプ
    - 滋賀里ランプ
    - 下阪本ランプ
    - 坂本北IC

  - 湖西道路
    - 下阪本ランプ
    - 坂本北IC
    - 仰木雄琴IC
    - 真野IC
    - 和迩IC
    - 志賀IC

  - 志賀バイパス
    - 志賀IC
    - 比良ランプ
    - 南小松ランプ
    - 北小松ランプ
- 国道367号
- 国道422号
- 国道477号

このほか、国道1号の大津山科バイパスの計画具体化が2024年に始められている。

#### 県道
主要地方道
- 滋賀県道2号大津能登川長浜線
- 滋賀県道3号大津南郷宇治線
- 滋賀県道7号大津停車場線
- 滋賀県道12号栗東信楽線
- 滋賀県道16号大津信楽線
- 滋賀県道18号大津草津線（湖岸道路、なぎさ通り - 湖南幹線）
- 滋賀県道26号大津守山近江八幡線（浜街道）
- 滋賀県道29号瀬田大石東線（夕照の道）
- 滋賀県道30号下鴨大津線（山中越）
- 滋賀県道35号大津淀線
- 滋賀県道36号大津宇治線
- 滋賀県道43号平野草津線
- 滋賀県道47号伊香立浜大津線
- 滋賀県道56号大津インター線
- 滋賀県道57号瀬田西インター線

一般県道
- 滋賀県道102号大津湖岸線
- 滋賀県道103号大津停車場本宮線
- 滋賀県道104号石山停車場線
- 滋賀県道106号千町石山寺辺線
- 滋賀県道108号南郷桐生草津線
- 滋賀県道109号不動寺本堂線
- 滋賀県道307号北小松大物線
- 滋賀県道311号途中志賀線
- 滋賀県道313号仰木本堅田線
- 滋賀県道315号仰木雄琴線
- 滋賀県道316号比叡山線
- 滋賀県道321号荒川蓬萊線
- 滋賀県道322号比良山線
- 滋賀県道345号志賀インター線
- 滋賀県道558号高島大津線
- 滋賀県道559号近江八幡大津線（さざなみ街道）
- 滋賀県道601号守山大津志賀自転車道線（びわ湖レークサイド自転車道）
- 滋賀県道781号麻生古屋梅ノ木線
- 滋賀県道782号醍醐大津線
- 滋賀県道783号宇治田原大石東線

#### 有料道路
- 琵琶湖大橋有料道路 - 国道477号琵琶湖大橋
- 比叡山ドライブウェイ（民営）※一部区間で当市に近接し越境している。
- 奥比叡ドライブウェイ（民営）- 比叡山ドライブウェイに接続する。

#### 道の駅
- びわ湖大橋米プラザ - 国道477号
- 妹子の郷 - 国道161号湖西道路 和迩IC併設

### 航路

#### 港湾
大津港は滋賀県が、その他の港湾は大津市が管理 している。
- 大津港
- 膳所港
- 雄琴港（おごと温泉港）
- 堅田港
- 南小松港（近江舞子港）

## 観光

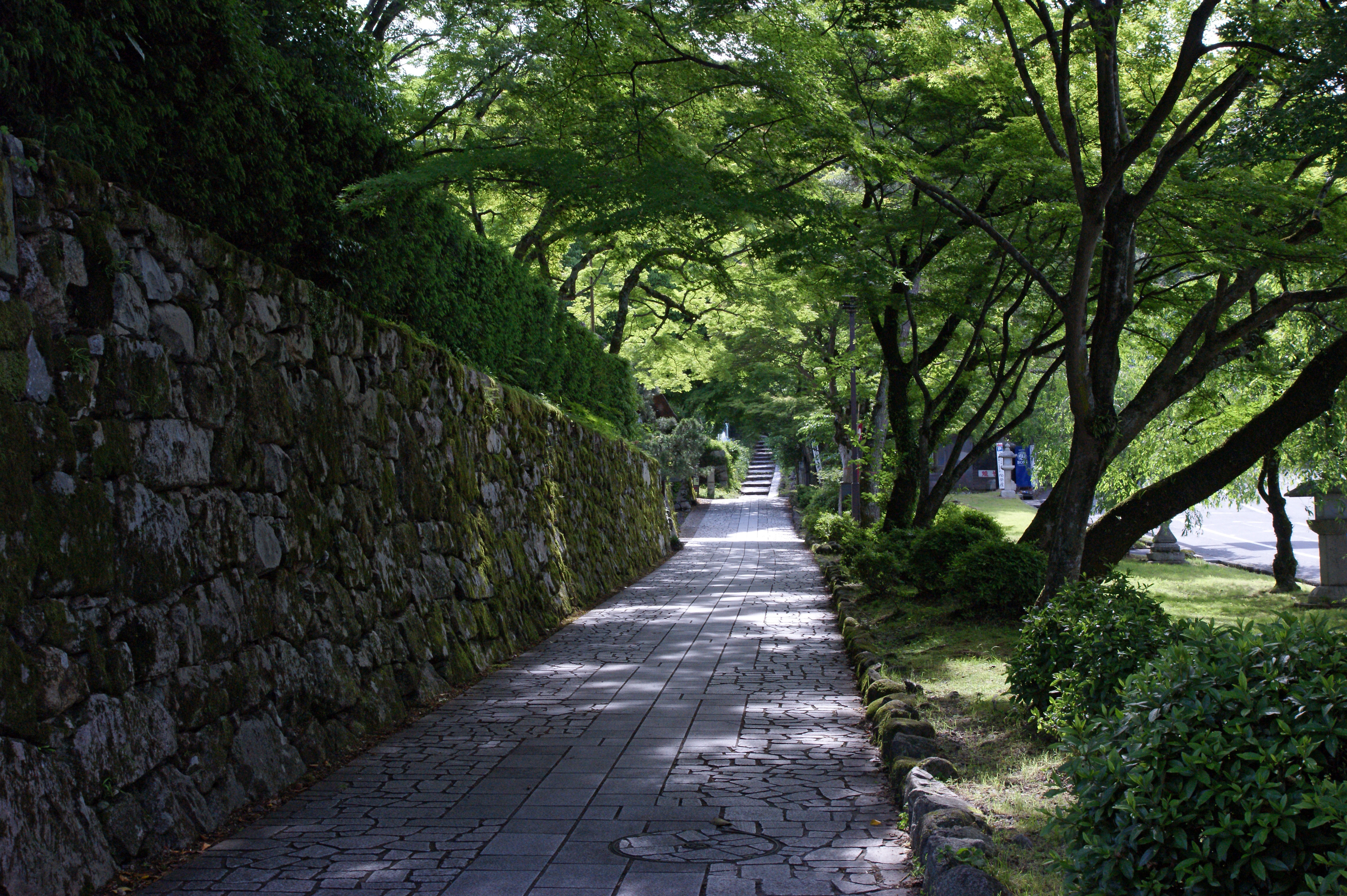
坂本伝統的建造物群保存地区

### 近江八景

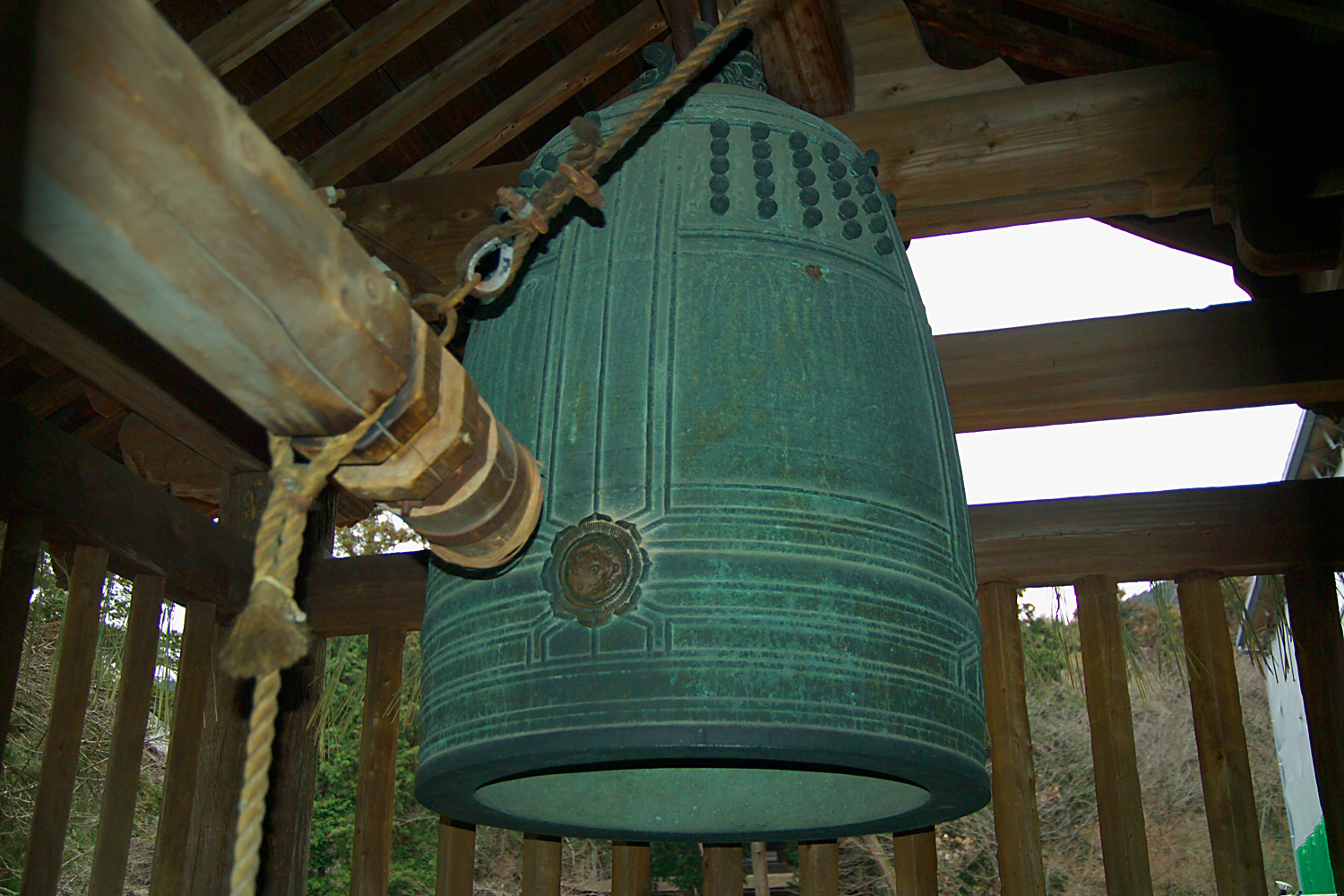
三井の晩鐘（近江八景のひとつ）

浮世絵や上方落語の題材として知られる八景である。八景のうち7箇所が当市内に所在し、残る1箇所も当市域に近接する。
- 石山秋月（いしやま の しゅうげつ） - 石山寺
- 勢多（瀬田）夕照（せた の せきしょう） - 瀬田の唐橋
- 粟津晴嵐（あわづ の せいらん） - 粟津原
- 矢橋帰帆（やばせ の きはん）- 矢橋、現在の矢橋帰帆島 ※ 草津市に所在。
- 三井晩鐘（みい の ばんしょう） - 園城寺（三井寺）
- 唐崎夜雨（からさき の やう） - 唐崎神社
- 堅田落雁（かたた の らくがん） - 満月寺浮御堂
- 比良暮雪（ひら の ぼせつ）- 比良山地

### 名所・旧跡

#### 神社
- 建部大社 - 近江国一宮、名神大社。

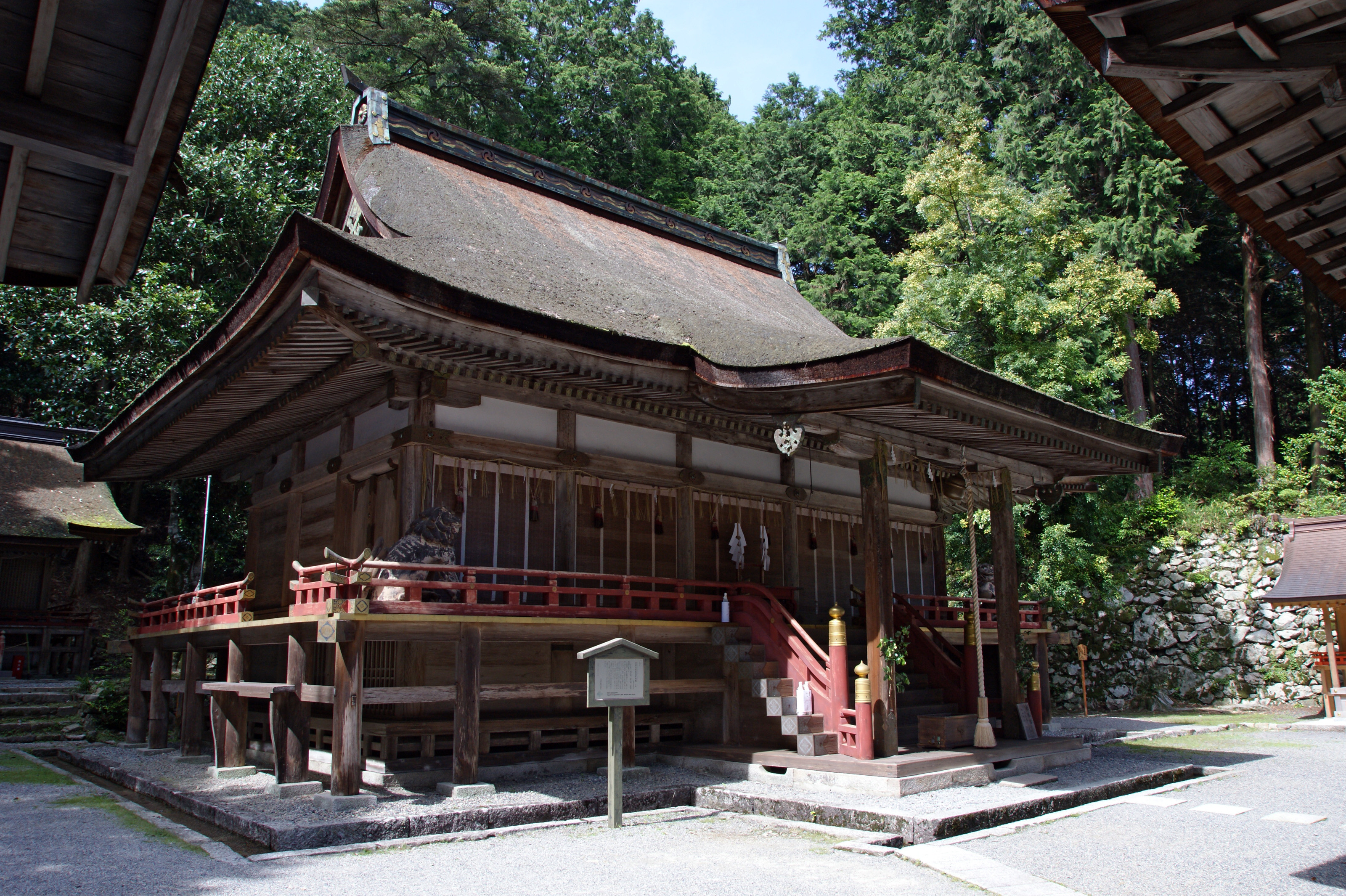
日吉大社（東本宮）

- 日吉大社 - 西本宮と東本宮の本殿は国宝、重要文化財建造物14棟3基、二十二社、名神大社、国の史跡。
  - 日吉東照宮 - 権現造の発祥、関西の日光。本殿、唐門、透塀が国の重要文化財。
  - 唐崎神社  - 近江八景の一つ。
- 近江神宮 - 天智天皇が日本で初めて水時計（漏刻）を設置した故事に因み、時計館宝物館を併設。
- 小野神社、小野篁神社、小野道風神社 - 名神大社。
- 小椋神社
- 春日神社 - 本殿は国の重要文化財。
- 萱野神社
- 神田神社
- 佐久奈度神社 - 祓戸大神を祀る名神大社。
- 篠津神社 - 表門は膳所城から移築されたもので国の重要文化財。
- 樹下神社（木戸）
- 樹下神社（北小松）
- 関蝉丸神社 - 音曲諸芸道の神、謡曲蝉丸で有名。
- 高穴穂神社
- 近津尾神社 - 松尾芭蕉ゆかりの神社、境内に幻住庵がある。
- 天孫神社 - 祭礼は大津祭と呼ばれ、湖国三大祭の一つで国の重要無形民俗文化財。
- 長等神社
- 八所神社（伊香立）
- 八所神社（八屋戸）
- 雄琴神社
- 和田神社
- 天皇神社
- 三尾神社
- 宇佐八幡宮
- 志賀八幡神社
- 還来神社
- 伊豆神社
- 伏龍祠

#### 寺院

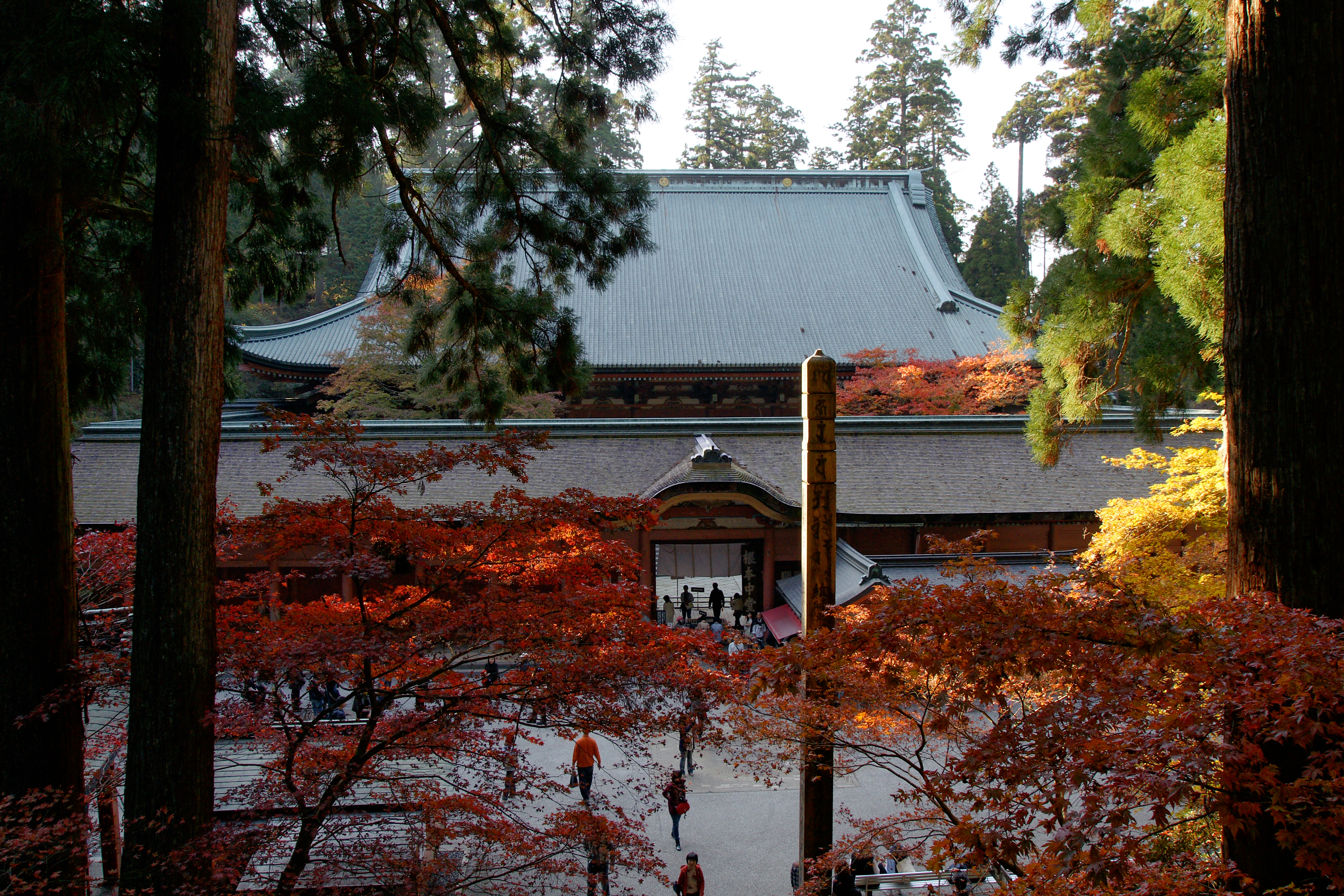
延暦寺（根本中堂）

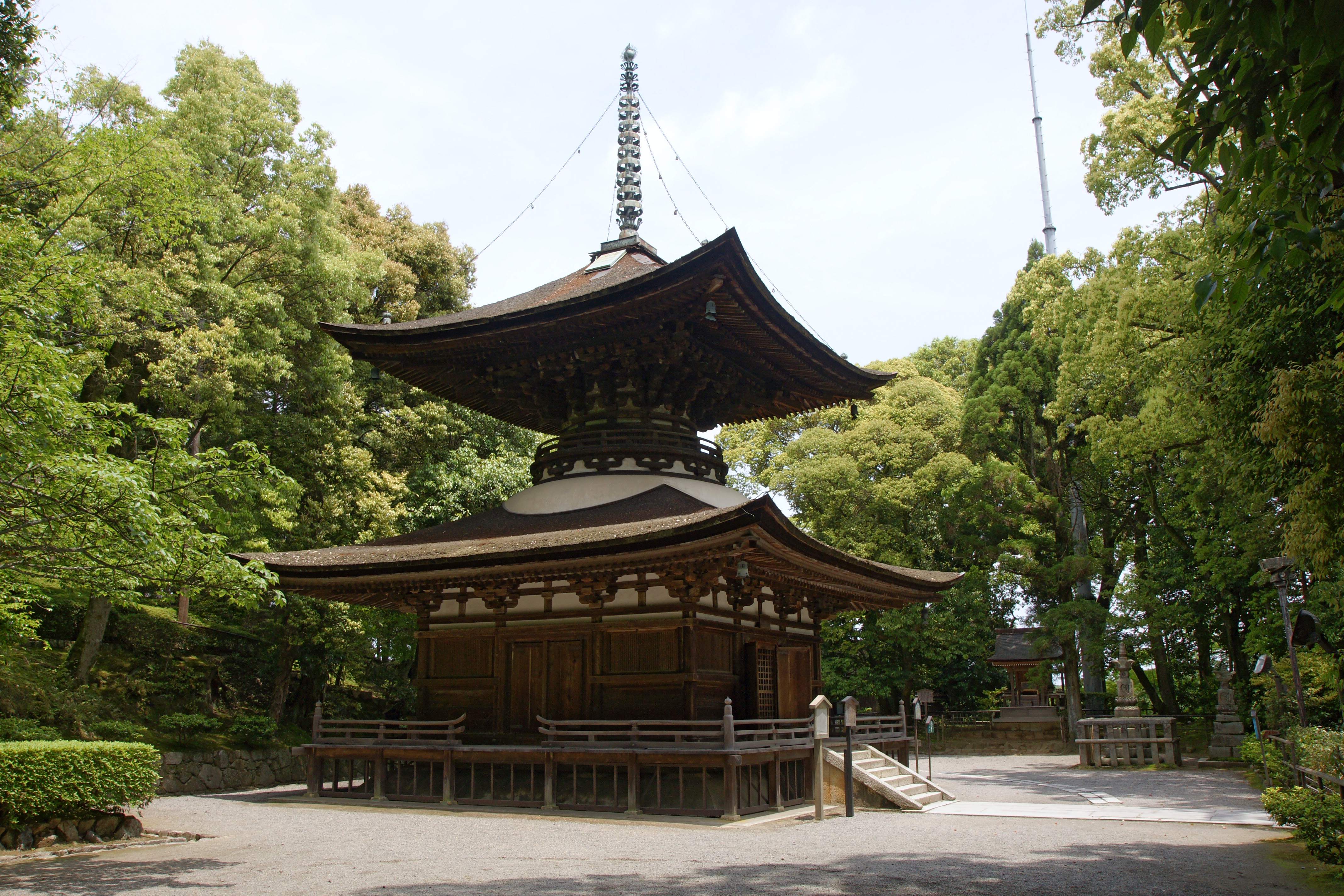
石山寺

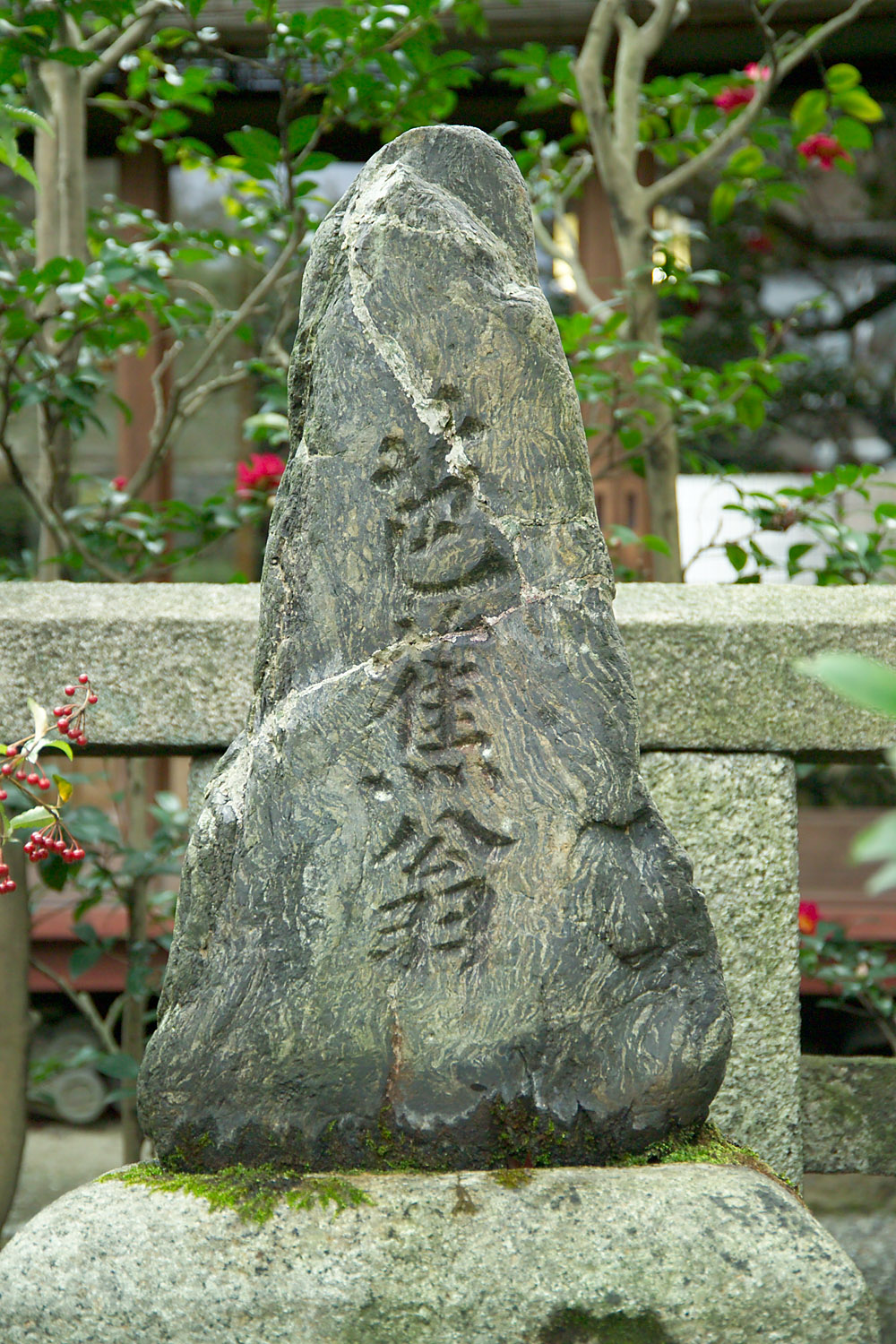
松尾芭蕉の墓（義仲寺）

- 延暦寺 - 天台宗総本山、山号は比叡山、最澄開山、世界遺産、根本中堂などが国宝、国の史跡。
  - 無動寺 - 千日回峰行の拠点、近畿三十六不動尊第26番札所。
- 園城寺（三井寺） - 天台寺門宗総本山、山号は長等山、西国三十三所第14番札所、金堂などが国宝。近江八景の一つ。
  - 微妙寺 - 園城寺の塔頭。
  - 水観寺 - 園城寺の塔頭。
  - 近松寺 - 園城寺の塔頭。高観音の呼び名で親しまれる。
- 円満院 - 近畿三十六不動尊第25番札所、庭園が国の史跡および名勝。
- 石山寺 - 西国三十三所第13番札所、本堂、多宝塔などが国宝、珪灰石が国の天然記念物、源氏物語ゆかりの寺。近江八景の一つ。
- 正法寺（岩間寺） - 西国三十三所第12番札所
- 西教寺 - 天台真盛宗総本山、伝聖徳太子創建、明智光秀の供養塔がある。
- 聖衆来迎寺 - 建物4棟などが国の重要文化財。
- 義仲寺 - 木曾義仲・松尾芭蕉などの墓がある。国の史跡。
- 長安寺 - 恵心僧都源信ゆかりの寺。
- 生源寺 - 最澄が誕生した地に建てられている。
- 盛安寺
- 安養寺（立木観音） - 新西国三十三箇所第20番札所、立木観音の通称で知られる。
- 延暦寺坂本本坊庭園 - 以下の10箇所の庭園が国の名勝に指定。
  - 雙厳院庭園
  - 宝積院庭園
  - 滋賀院門跡庭園
  - 佛乗院庭園
  - 旧白毫院庭園
  - 旧竹林院庭園
  - 蓮華院庭園
  - 律院庭園
  - 実蔵坊庭園
  - 寿量院庭園
- 慈眼堂 - 天海（慈眼大師）の廟所。
- 安楽律院
- 覚性律庵 - 西国愛染十七霊場第9番札所
- 満月寺浮御堂 - 近江八景の一つ。
- 本福寺
- 祥瑞寺 - 一休宗純が修行した寺。
- 葛川明王院 - 近畿三十六不動尊第27番札所
  - 地主神社 - 信興淵大明神（境内社、七シコブチの一つ）
- 真宗大谷派大津別院
- 新知恩院
- 月心寺 - 走井の名水が湧き出る。
- 不動寺
- 龍音寺
- 西徳寺
- 法光寺
- 安養院
- 眞迎寺
- 東光寺（大萱）
- 東光寺（仰木）
- 東南寺
- 雲住寺
- 日本基督教団堅田教会
- カトリック大津教会

#### 遺跡・城跡・景勝地など
- 皇子山古墳  - 国の史跡
- 茶臼山古墳 - 国の史跡
- 春日山古墳群
- 唐臼山古墳 - 小野妹子の墓とされ、小野妹子公園が整備される。
- 大津京跡 - 国の史跡
- 崇福寺跡 - 国の史跡
  - 百穴古墳群
  - 滋賀の大仏（しがのおぼとけ）
- 穴太廃寺跡 - 国の史跡
- 衣川廃寺跡 ‐ 国の史跡
- 瀬田廃寺跡
- 近江国庁跡 - 国の史跡
- 弘文天皇陵
- 粟津湖底遺跡
- 石山貝塚
- 坂本城跡 - 明智光秀が築いた城。
- 大津城跡
- 膳所城跡 - 膳所藩本多氏の居城、門などが重要文化財。
- 宇佐山城跡
- 逢坂関跡
- 坂本 - 日吉大社の門前町、重要伝統的建造物群保存地区。
- 琵琶湖大橋
- 琵琶湖疏水 - 国の史跡、桜の名所。
- 南郷洗堰跡
- 瀬田の唐橋 - 日本三名橋、日本の道100選、近江八景の一つ。
- 出島灯台
- 居初氏庭園 - 天然図画亭庭園、国の名勝。
- 住友活機園 - 伊庭貞剛の旧邸、建物6棟と土地が国の重要文化財。
- 盧花浅水荘（記恩寺） - 山元春挙の別荘庭園、国の重要文化財。
- 公人屋敷（旧岡本邸）
- 富川磨崖仏（耳だれ不動）
- 竜が丘俳人墓地
- 今井業平の墓
- オランダ堰堤

### 観光スポット

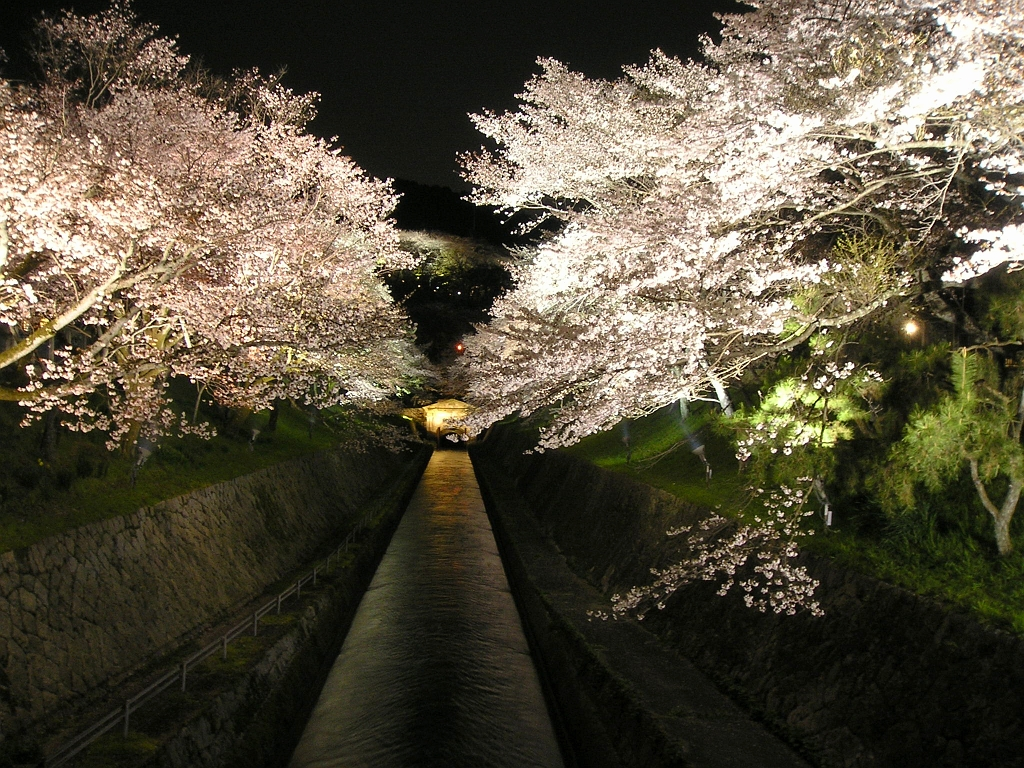
琵琶湖疏水の夜桜

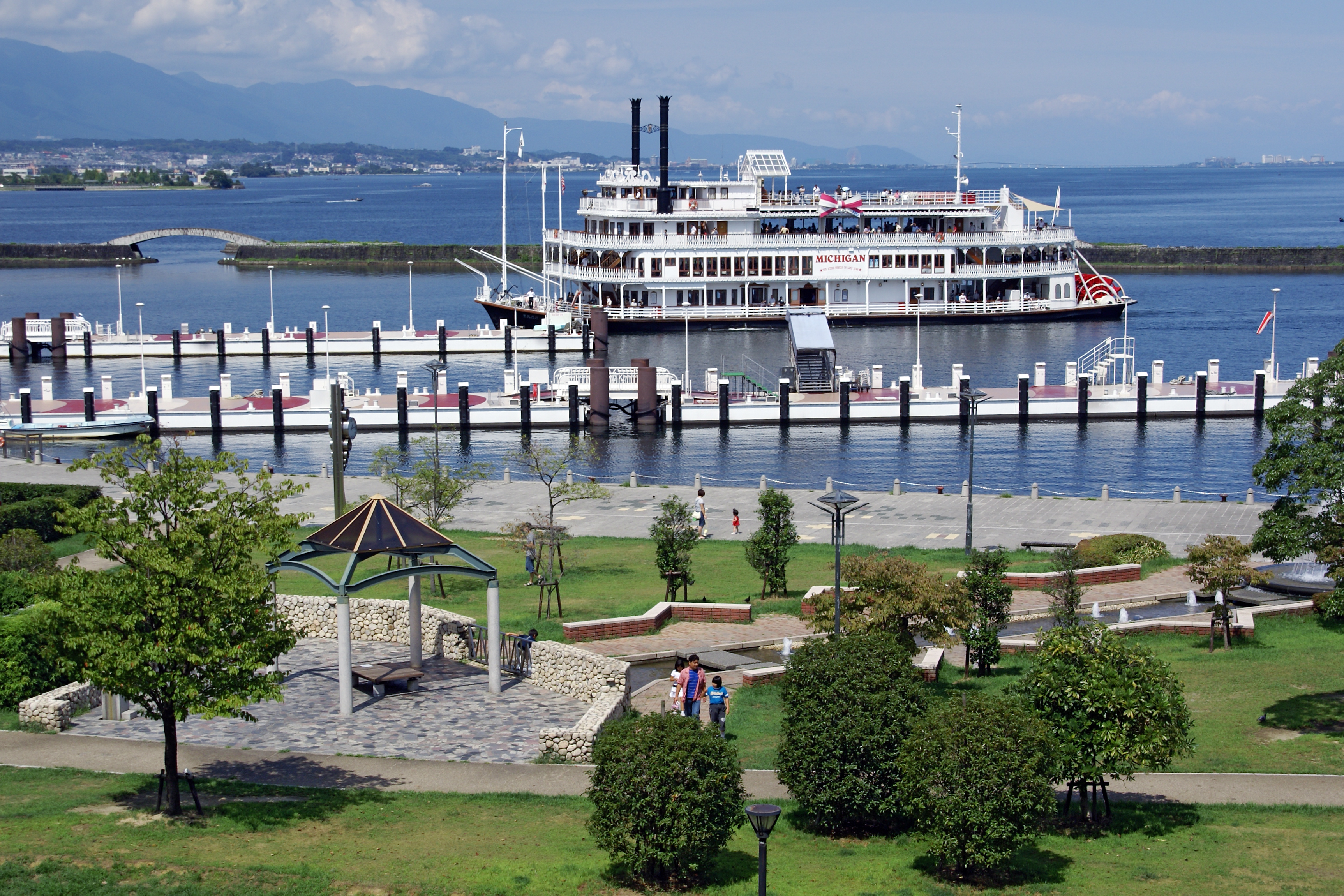
大津港に入港するミシガン

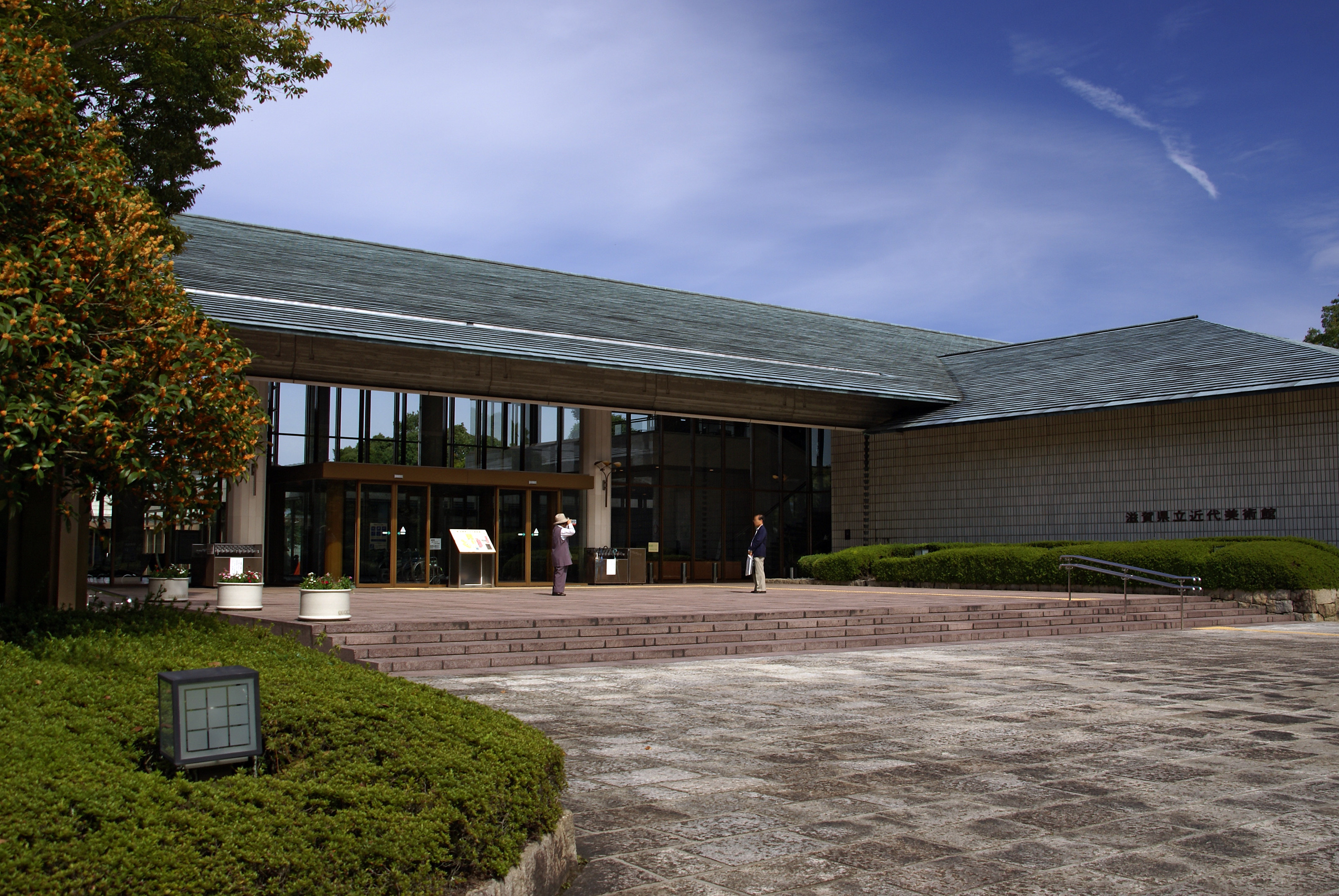
滋賀県立近代美術館

#### 自然・公園
- 琵琶湖
- 比良山地 - 武奈ヶ岳など1000m級の山岳地帯。多くの登山客で賑わう。近江八景の一つ。
- 比叡山 - 世界遺産の延暦寺がある。琵琶湖八景の一つ。
- 音羽山 - 歴史的風土特別保存地区
- 田上山 - トパーズなどの鉱物が採掘される。
- 瀬田川 - 琵琶湖から流出する唯一の川、琵琶湖八景の一つ。
- 大戸川 - 琵琶湖に流入せず瀬田川に合流する川。ダム建設の是非をめぐって議論を呼んでいる。
- 安曇川 - 上流域が市内を流れている。
- 近江舞子（雄松崎） - 日本の白砂青松100選、琵琶湖八景の一つ。
- 仰木の棚田
- 楊梅の滝
- びわこ文化公園
- 柳が崎湖畔公園
- 大津湖岸なぎさ公園 - 都市景観100選
- 皇子が丘公園
- 長等公園
- 膳所城跡公園
- 春日山公園
- 茶臼山公園

#### 文化施設
- 滋賀県立県民交流センター（ピアザ淡海）
- 滋賀県立琵琶湖文化館 ※現在休館中
- 滋賀県立近代美術館
- 大津市歴史博物館
- 大津市伝統芸能会館
- 三橋節子美術館
- 木下美術館
- 中川美術館
- 大津絵美術館
- 淡淡美術館
- 近江神宮時計館宝物館
- 膳所焼美術館
- 大津市科学館
- 水のめぐみ館アクア琵琶
- 滋賀県立芸術劇場 びわ湖ホール - 西日本最大級のオペラ拠点
- フィガロホール
- 大津市民会館
- 田上郷土史料館
- 田上鉱物博物館
- 湖族の郷資料館
- 伊香立香の里史料館
- 比叡山国宝殿
- 石山寺豊浄殿
- 三井寺文化財収蔵庫
- 建部大社宝物殿
- 渡来人歴史館
- 大津百町館
- 旧大津公会堂
- 滋賀県立図書館
- 大津市立図書館
- 人形劇の図書館

#### レジャー

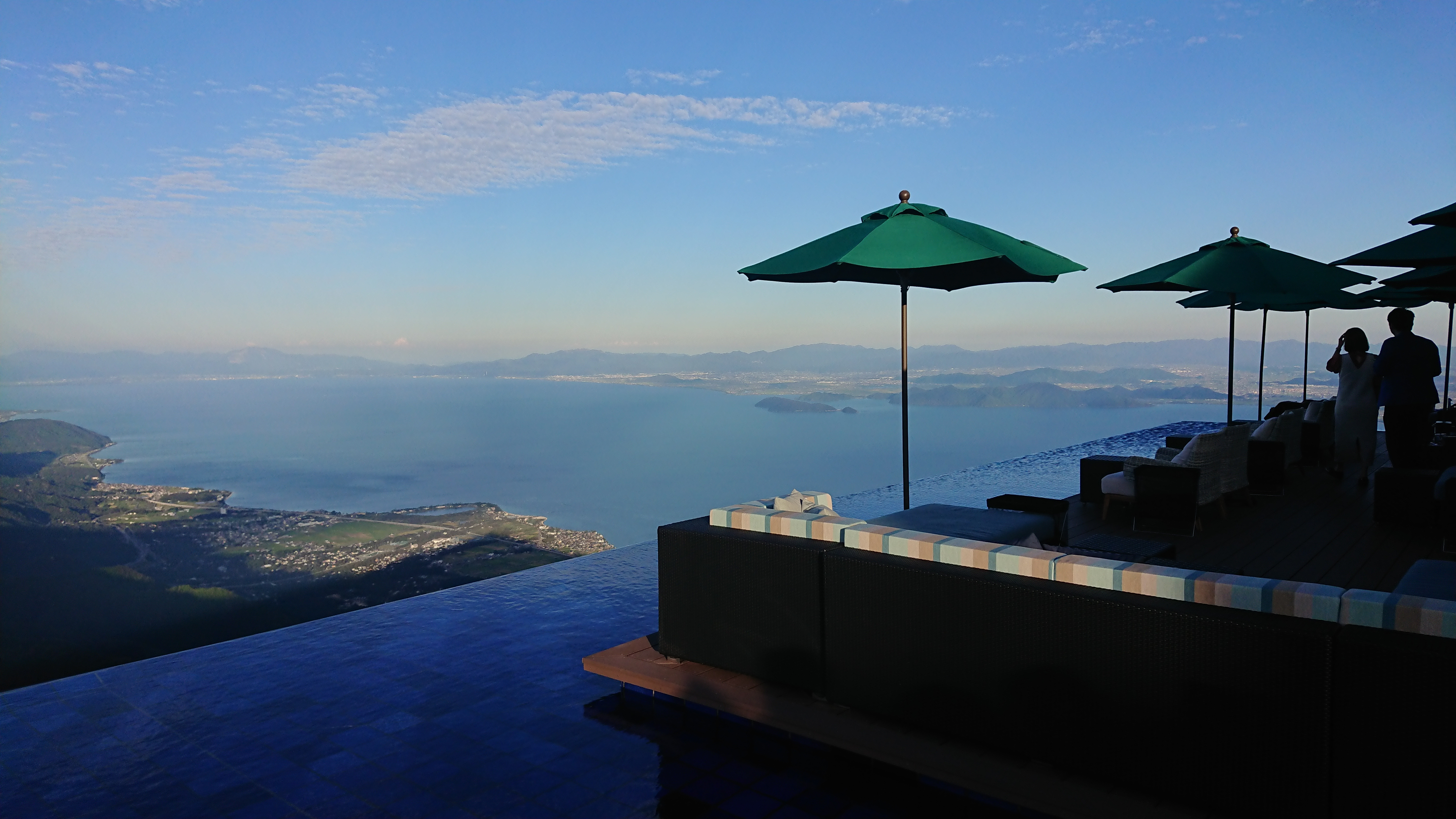
びわ湖バレイのびわ湖テラス

- 琵琶湖クルーズ - 大津港は、琵琶湖汽船が運航する遊覧船「ミシガン」など複数航路の拠点となっている。
- 大津港マリーナ
- びわこ競艇場
- びわ湖バレイ　（都市近郊型高原リゾート、スキー場）
- 南郷水産センター
- 滋賀県立アイスアリーナ
- 比良げんき村
- 寿長生の郷
- ロイヤルオークホテル スパ&ガーデンズ - 結婚式場、スパ施設を有するリゾートホテル。2020年現在、運営会社が破産申請中。

#### 温泉

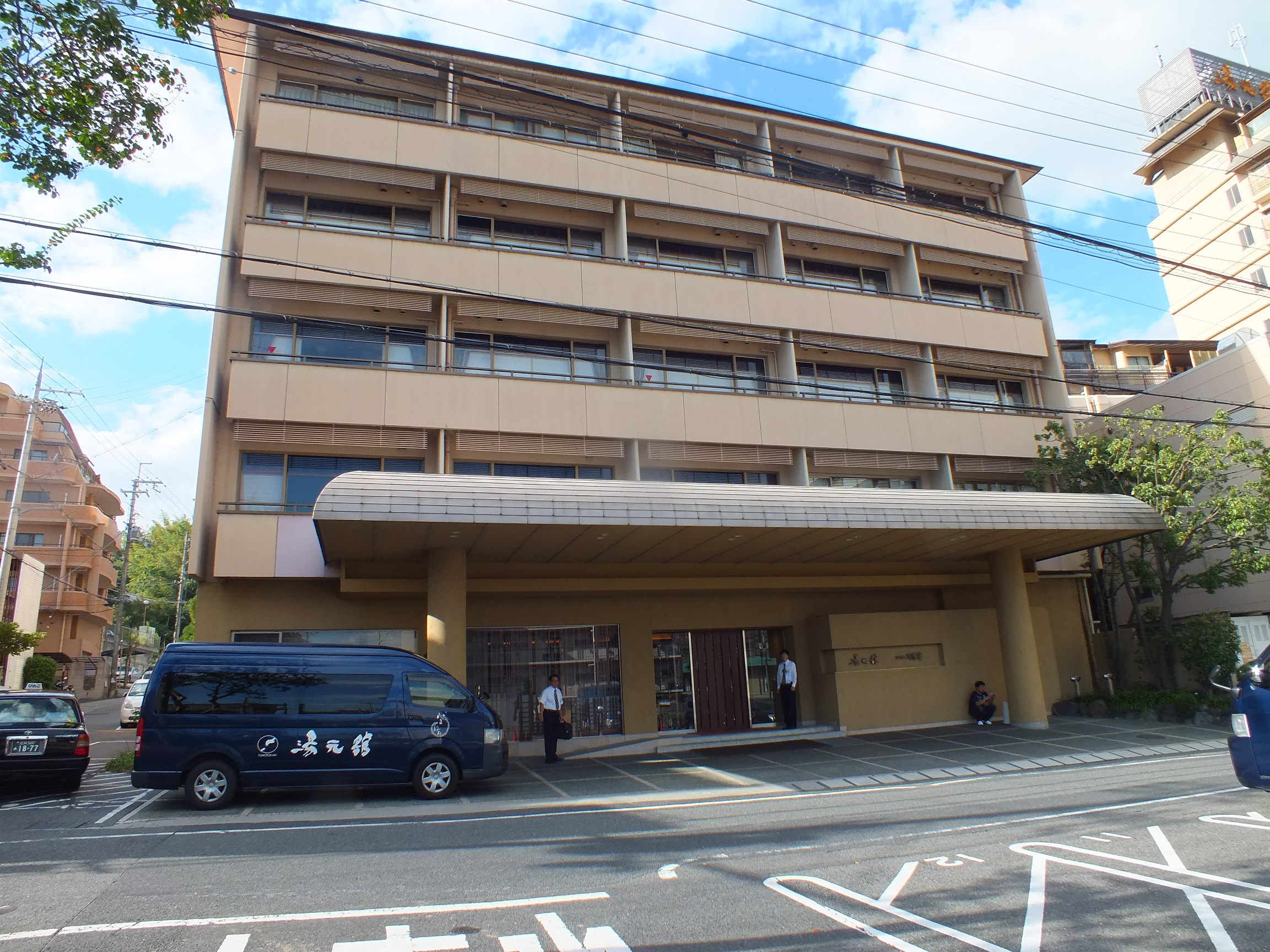
1929年、雄琴温泉で最初に営業を始めた湯元舘。

- 雄琴温泉 - 最澄を開祖とする温泉。大蛇伝説が残る。1929年（昭和4年）創業の老舗湯元館ほか、約10軒の旅館・ホテルからなる。
- びわ湖温泉 - かつて、びわ湖パラダイス（紅葉パラダイス）で一世を風靡。ホテル紅葉をリニューアルした「旅亭 紅葉」が営業していたが、2013年1月末をもって閉館した。跡地はマンションとなっている。
- 石山南郷温泉 - 石山寺門前と、南郷地区に数軒の旅館からなる。
- 比良招福温泉 - 2007年に掘削された温泉。宿泊施設はホリデーアフタヌーンがある。

## 文化・名物

### 祭事・催事
- 山王祭（中心神事：毎年4月12〜14日）
- 船幸祭（船上渡御：毎年8月17日）
- 大津祭（本祭：毎年10月体育の日の前日） - 湖国三大祭の一つ、国の重要無形民俗文化財
- びわ湖開き （毎年3月の第1または第2土曜日）
- びわ湖大津夏祭り（毎年8月の第1金曜日）
- びわ湖大花火大会（毎年8月8日）
- ラ・フォル・ジュルネ・オ・ジャポンびわ湖（毎年ゴールデンウィークの前半2〜3日間）
- 滋賀うまいもん選抜総選挙（滋賀B級グルメバトルの後継イベント、2015年度は8月の第1土曜日と日曜日の2日間開催された）
- 牛肉サミット（毎年8月下旬の2日間）
- 大津ジャズフェスティバル（毎年10月中旬の2日間）

### スポーツ

#### スポーツチーム
| 名称                          | 競技種目         | 所属リーグ         | 本拠地       | 運営会社・団体     | 設立   |
| ----------------------------- | ---------------- | ------------------ | ------------ | ------------------ | ------ |
| 全大津野球団                  | 野球             | JABA（社会人野球） | 皇子山球場   | 全大津野球団後援会 | 1928年 |
| 東レアローズ滋賀              | バレーボール     | SVリーグ（女子）   | 滋賀アリーナ | 東レ               | 2000年 |
| 滋賀レイクスターズ            | バスケットボール | Bリーグ（B1）      | 滋賀アリーナ | 滋賀レイクスターズ | 2008年 |
| CNCウォーターポロクラブびわこ | 水球             |                    |              | コスモネット       | 2014年 |

### 競技会
レガッタ
- 朝日レガッタ

ゴルフ
- TOTOジャパンクラシック

## 出身関連著名人

### 出身著名人

#### 歴史上の人物
- 岩倉槇子 - 岩倉具視の妻
- 江左尚白 - 俳人、近江蕉門
- お登勢 - 幕末期の伏見寺田屋の女将
- 小野妹子 - 遣隋使として隋に派遣される。
- 木内石亭 - 奇石収集家、本草学者
- 北村祐庵 - 茶人
- 黒田麹慮（行次郎） - 膳所藩の儒学者、適塾で学ぶ。『ロビンソン漂流記』を和訳する。
- 最澄 - 天台宗開祖
- 志賀清林 - 相撲の行司の始祖、四十八手を作る。
- 菅沼曲水 - 俳人、近江蕉門
- 中島来章 - 絵師
- 三上千那 - 俳人、近江蕉門
- 水田正秀 - 俳人、近江蕉門
- 山田藤吉 - 坂本龍馬の家来、元力士、四股名は「雲井龍」

#### 政治家・学者・文筆家など
- 饗庭孝男 - 文芸評論家、青山学院大学名誉教授
- 安藤博 - 日本の十大発明家、日本のエレクトロニクスの開拓者
- 井上徹 - 地球科学者、愛媛大学教授
- 大富國正 - 実業家、エキスプレス創立者
- 奥田知志 - 東八幡キリスト教会（福岡県北九州市）牧師、NPO法人抱樸理事長
- 景山春樹 - 神道・仏教美術学者
- 越直美 - 大津市長、弁護士
- 小牧実繁 - 地理学者、滋賀大学学長
- 小鑓隆史 - 参議院議員
- 佐藤茂樹 - 衆議院議員
- 杉浦重剛 - 思想家、明治天皇の教育係、昭和天皇の後進講役
- 高橋幸子 - エッセイスト、月刊はなかみ通信初代編集長
- 高谷朝子 - 宮内庁元内掌典
- 種村直樹 - レイルウェイライター（フリーライター）
- 千代里 - 元新橋芸者、エッセイスト
- 中村直勝 - 歴史学者
- 凪良ゆう - 小説家
- 花登筺 - 小説家、劇作家
- 藤本恵子 - 小説家
- 馬杉復三 - 病理学者
- 三日月大造 - 衆議院議員、現滋賀県知事
- 室積徂春 - 俳人
- 山尾幸久 - 歴史学者、立命館大学名誉教授
- 八幡和郎 - 評論家、徳島文理大学教授

#### 芸術家など
- 今森光彦 - 写真家
- 今森洋輔 - 細密画家
- 小倉遊亀 - 日本画家
- 北村想 - 劇作家、演出家
- 唐々煙 - 漫画家
- 久野久 - ピアニスト、日本人第1号のピアニスト
- 長戸大幸 - 音楽プロデューサー、ビーインググループ創業者
- 宮城貞子 - 箏曲家、宮城道雄夫人
- 山元春挙 - 日本画家、四条派
- 山本邦山 - 尺八奏者、作曲家、人間国宝
- 吉村公三郎 - 映画監督

#### 芸能・アーティスト
- 安達雅哉 - 俳優
- 岩田裕二 - ミュージシャン（「オックス」のドラマー）
- 大沢伸一 - ミュージシャン（MONDO GROSSO）
- 太田裕二 - 俳優、タレント、気象予報士
- 大津びわ子 - ラジオパーソナリティー
- 柏木貴代 - アイドル、タレント（美少女クラブ31）
- 加藤進 - 元・アナウンサー（広島テレビ放送）
- 烏丸せつこ - 女優
- 川本勇 - タレント
- 香月蓮 - 舞台女優（OSK日本歌劇団）
- 紺野栞 - グラビアアイドル
- 桜井裕美 - モデル
- 澤田彩香 - アナウンサー（NHK名古屋放送局）
- 澤田正二郎 - 俳優
- 佐和由梨 - ミュージカル俳優（劇団四季）
- 三條正人 - 歌手（「鶴岡雅義と東京ロマンチカ」のメインボーカル）
- 三遊亭わん丈 - 落語家
- 志賀廼家淡海 - 喜劇役者
- 下林朋央 - お笑いタレント（ファミリーレストラン）
- 真太郎 - ミュージシャン（UVERworldのドラマー）
- 末成映薫 - お笑いタレント
- 月船さらら - 元・宝塚歌劇団月組男役
- 星南のぞみ - 元・宝塚歌劇団雪組娘役
- 髙橋ひかる - 女優、ファッションモデル、タレント
- 高橋メアリージュン - ファッションモデル
- 高橋ユウ - ファッションモデル
- ダンシング義隆 - ミュージシャン（誰がカバやねんロックンロールショー）
- 団こと葉 - ミュージカル俳優（劇団四季）
- 中沢沙理 - モデル（2016年ミス・ユニバース・ジャパン）
- 中本哲也 - お笑いタレント（テツandトモ）
- 西田果倫 ‐ 女優、モデル
- 羽田一郎 - 作曲家、編曲家、プロデューサー
- はなお - YouTuber（はなおでんがん）
- 林遣都 - 俳優
- 福井利男 - ミュージシャン（「オックス」のリーダー）
- 福田布貴子 - アナウンサー（福井テレビジョン放送）
- 松田和 - 俳優、タレント
- 光井愛佳 - アイドル、歌手（モーニング娘。）
- 宮川大輔 - お笑いタレント
- 村田勝美 - ミュージシャン（ハイソサエティーのドラマー）
- 邑野みあ - 女優
- ゆきのさつき[27] - 声優
- 横山プリン - タレント、フリーライター、放送作家、漫才師

#### スポーツ選手
- 安納サオリ - プロレスラー
- 岩見雅紀 - 元プロ野球選手（東北楽天ゴールデンイーグルス）
- 内野貴志 - プロサッカー選手（京都サンガF.C.→AC長野パルセイロ）
- 遠藤宏美 - 柔道選手
- 太田雄貴 - フェンシング選手（北京オリンピック銀メダリスト）
- 岡田優 - プロバスケットボール選手（高松ファイブアローズ）
- 岡田良菜 - スノーボードハーフパイプ選手
- 小熊凌祐 - 元プロ野球選手（中日ドラゴンズ）
- 小野川喜三郎 - 大相撲第5代横綱（横綱免許を授けられた事実上最初の横綱）
- 垣岩令佳 - バドミントン選手（ロンドンオリンピック銀メダリスト）
- 木原万莉子 - 元フィギュアスケート選手
- 木村毬乃 - フェンシング選手
- 京山将弥 - プロ野球選手（横浜DeNAベイスターズ）
- 清水さら - スノーボードハーフパイプ選手
- 高橋祐治 - プロサッカー選手（京都サンガF.C.→ブリスベン・ロアー→カマタマーレ讃岐→京都サンガF.C.）
- 立花美哉 - 元アーティスティックスイミング選手（2000年シドニーオリンピック銀メダルなど、5個のオリンピックメダルを獲得）
- 中井昇吾 - 元プロサッカー選手
- 中瀬卓也 - 体操競技選手（北京オリンピック銀メダリスト）
- 中田浩二 - 元プロサッカー選手（元日本代表）
- 鳰の湖真二 - 大相撲力士
- 西崎幸広 - 元プロ野球選手、野球解説者
- 平田大樹 - プロ野球選手（北海道日本ハムファイターズ）
- 本郷宏樹 - 元プロ野球選手
- 本郷泰司 - ラグビー選手（NTTコミュニケーションズシャイニングアークス）
- 間柴茂有 - 元プロ野球選手（1981年、15勝0敗で戦後プロ野球初となる「勝率10割」を記録）
- 都裕次郎 - 元プロ野球選手、中日ドラゴンズ投手コーチ
- 村田英次郎 - 元プロボクシング選手（東洋太平洋バンタム級チャンピオン）
- 矢島卓郎 - 元プロサッカー選手

### 関連著名人
ゆかりの人物
- 明智光秀 - 坂本城主。比叡山焼き討ちの戦後処理を執った。
- アーネスト・フェノロサ - お雇い外国人。東洋美術史家。園城寺（三井寺）で受戒し、同寺塔頭の法明院を墓所とする。
- 今村翔吾 - 小説家。市内に在住。
- 織田信長 - 延暦寺と敵対し焼き討ちを命じた。明智光秀に坂本城を与えた。
- 弘文天皇 - 大友皇子として知られる。壬申の乱で討たれた。当市内に陵墓が所在する。
- 嘉田由紀子 - 参議院議員。第8代滋賀県知事 、農学者。市内に在住。
- 斎藤アレックス - 衆議院議員。市内に在住。
- 伊達公子 - プロテニス選手。小・中学校は、市内の公立校に通学した。
- 天智天皇 - 中大兄皇子として知られる。近江大津宮を開いた。
- 中島浩 - 京都大学学術情報メディアセンター教授。市内に在住していた。
- 松尾芭蕉 - 俳諧師。晩年を幻住庵で過ごし、義仲寺を墓所とし、木曽義仲の隣に眠る。この地の門弟達は、近江蕉門と呼ばれる。
- 松元恵美 - ミュージカル俳優（劇団四季）、当市内で出生した。
- 宮島未奈 - 小説家。市内に在住。
- 横光利一 - 小説家。幼少年期は当市に在住した。
- ヨハニス・デ・レーケ - オランダ堰堤設計者。

### 名誉市民
- 堤康次郎 - 西武グループ創業者、衆議院議長
- 辛島浅彦 - 東洋レーヨン（現東レ）滋賀工場、初代工場長
- 竹内角左衛門 - 弁護士、滋賀県弁護士会長
- 上原茂次 - 大津市長
- 西田善一 - 大津市長
- 小倉遊亀 - 日本画家
- 守田厚子 - 社会福祉活動家
- 山田耕三郎 - 参議院議員、大津市長
- 山下元利 - 衆議院議員、防衛庁長官
- 山田豊三郎 - 大津市長
- 目片信 - 衆議院議員、大津市長

## 作品
大津市を舞台とした作品

### 文学
- 『額田女王』井上靖
- 『比良のシャクナゲ』井上靖
- 『塞王の盾』今村翔吾
- 『一歩の距離』城山三郎
- 『比叡』瀬戸内寂聴
- 『近江八景の幻影』マックス・ダウテンダイ
- 『湖賊の風』高橋直樹
- 『乳野物語』谷崎潤一郎
- 『成瀬は天下を取りにいく』宮島未奈
- 『琵琶湖』横光利一
- 『飾り火』連城三紀彦
- 『比叡山』若山牧水

### 漫画・アニメ
- 曇天に笑う

### 映画
- 幻の湖
- 曇天に笑う

### ドラマ
- 西部警察 PART-III 「爆発5秒前! 琵琶湖の対決―大阪・大津篇―」（1984年、テレビ朝日系）
- 誘惑（金曜ドラマ）（1990年、TBS系）
- 石坂線物語～滋賀発地域ドラマ （2012 - 2013年、NHK大津放送局制作）
- 税務調査官・窓際太郎の事件簿34（月曜名作劇場）（2018年8月6日、TBS系）

### 音楽
- 近江八景 - 文部省唱歌
- 琵琶湖周航の歌
- 比叡おろし

### 伝統芸能
- 傾城反魂香 - 歌舞伎の演目
- 瘤弁慶 - 上方落語の演目、大津の宿場町が舞台。
- 宿屋町 - 上方落語の演目、大津の宿場町が舞台。
- 近江八景 - 上方落語の演目
- 矢橋船 - 上方落語の演目